# Павлоград
Павлогра́д — місто в Україні, адміністративний центр Павлоградського району та міської громади Дніпропетровській області, осередок вугільного басейну Західний Донбас.

## Географія

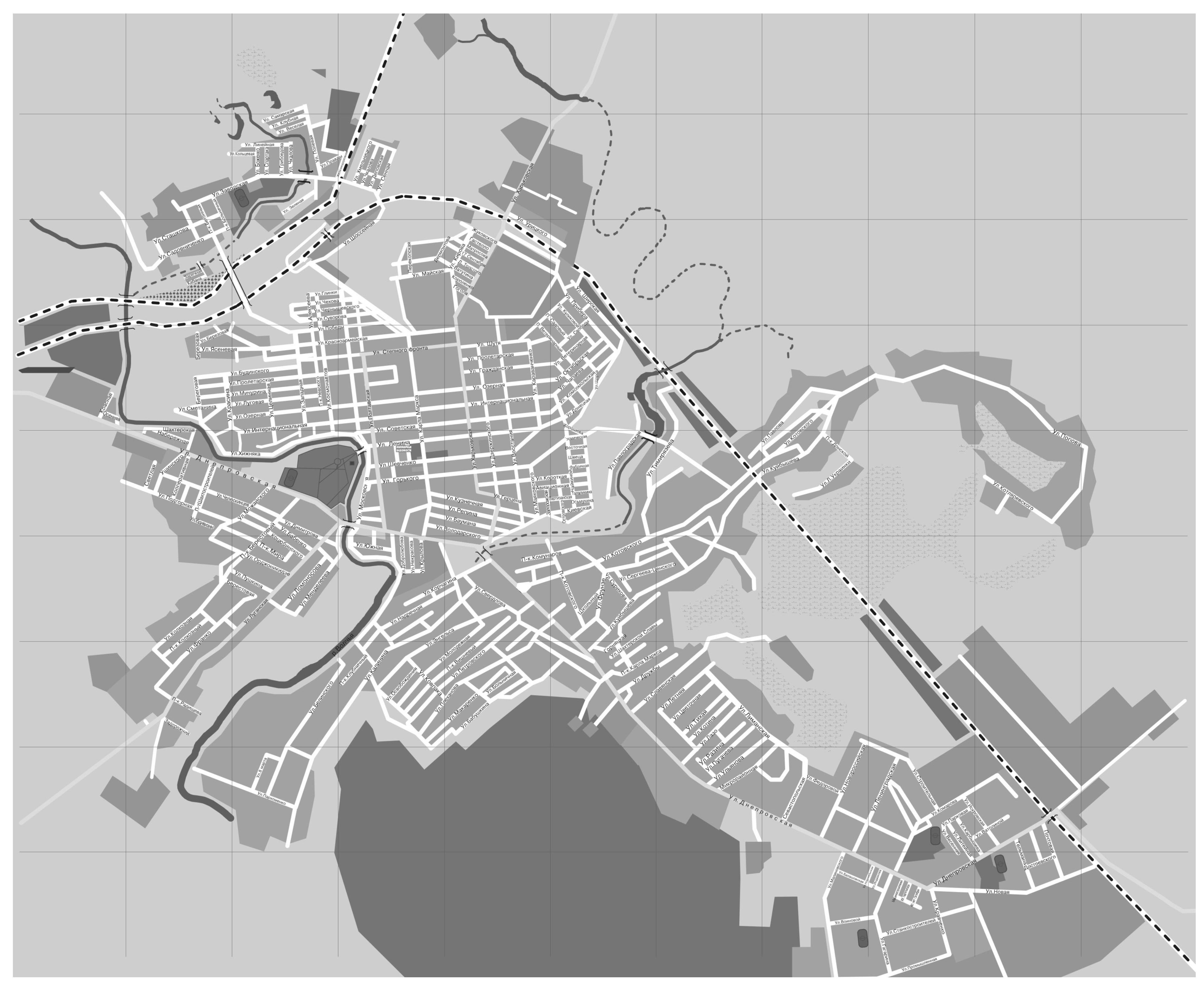
План-схема Павлограда

Павлоград розташований між Запоріжжям, Дніпром, Донецьком і Харковом на відстані від 78 до 200 км. Місто розташоване в межиріччі р. Самара та Вовча, на заплавних терасах р. Самара та її приток, відноситься до північно-східного схилу Українського кристалічного масиву та простягається вздовж південно-західного борту Дніпровсько-Донецької западини. З півдня на північ територію міста перетинає р. Вовча (упродовж 2,85 км), а р. Самара є її природним кордоном з північного сходу. Територією міста протікають також р. Гніздка, яка вже давно пересохла (3,9 км) і р. Кочерга (2,9 км).

### Вулиці

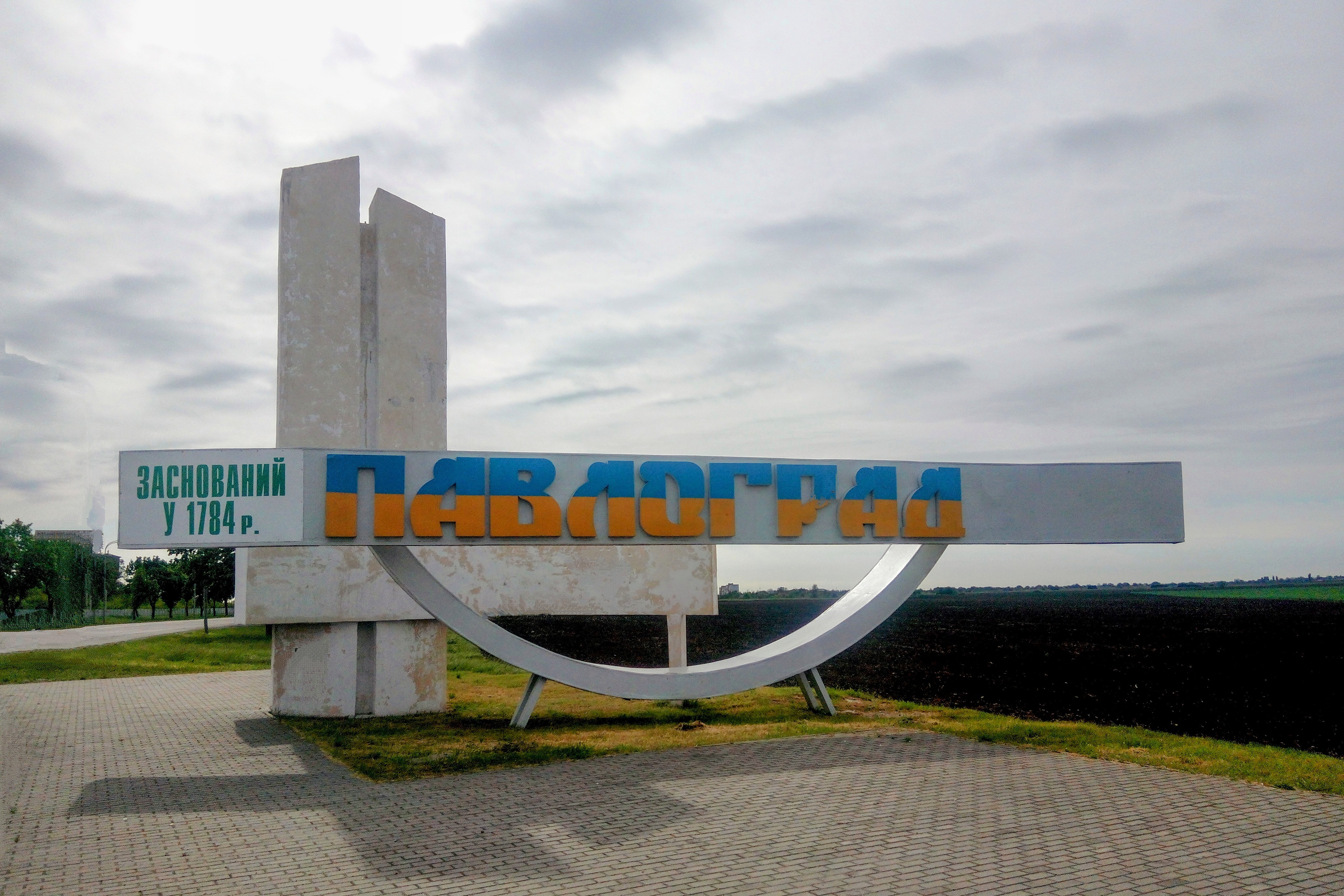
Стела при в'їзді в місто

У місті Павлоград Дніпропетровської області станом на 2020 р. налічується 1 проспект, 1 бульвар, 227 вулиць, 78 провулків та 6 проїздів.

### Ґрунти
Ґрунти міста і його околиць — чорноземи звичайні, лучно-чорноземні, чорноземи солонцюваті, лучно-солонцюваті і лучно-болотні.
Чорноземи звичайні — головна генетична група ґрунтів у приміській зоні. Вони забезпечені живильними речовинами, містять 4,5-4,9 % гумусу і поширені на вододілах.
Лучно-чорноземні ґрунти характеризуються високими показниками запасів гумусу (5,9 %) і поширені на заплавних терасах рік.
Лучно-солонцюваті ґрунти поширені на заплаві рік. Кількість солей в них 0,3-0,5 %, глибина залягання — 10-60 см. Агрономічна цінність лучно-солонцюватих ґрунтів дуже низька.
Ґрунти приміської зони за умови штучного поливу придатні для вирощування усіх видів зелених насаджень, характерних для степової зони України.

### Клімат
Помірно-континентальний, не досить вологий, характеризується жарким літом та малосніжною зимою з відлигами. Середня температура повітря за рік: 8,4°С. Кількість посушливих днів: 80 (квітень-жовтень). Пріоритетним напрямком вітру є: теплий період — західний — 18 % днів, холодний період — східний — 23 % днів.
- Середня температура повітря за рік: +8,4 °C.
- Абсолютний мінімум: −34 °C.
- Абсолютний максимум: +39 °C.

### Екологія
У місті зберігається запас у 30 % перших ступенів ядерних і балістичних ракет, від яких Україна відмовилась у 1994 році. Фінансувати проєкт з утилізації домовилися Україна разом із США. До 1999 року було утилізовано близько 70 % твердого палива, але американська сторона відмовилась продовжувати фінансувати утилізацію, посилаючись на корупційну діяльність української сторони.
Верховна рада в умовах фінансово-економічної кризи звернулася до конгресу США із проханням відновити фінансування проєкту утилізації ракетного палива на Павлоградському хімічному заводі. В обігу депутати нагадали, що у 1993 році між Україною й США була укладена угода про надання допомоги Україні в ліквідації стратегічної ядерної зброї, проте у 2003 році американська сторона в однобічному порядку заявила про припинення фінансового забезпечення подальшого процесу створення ОЛП.
«За цей час ситуація зі зберіганням неутилізованого ракетного палива, що є другим за рівнем небезпеки компонентом після ядерної вибухівки, поступово придбала вкрай незадовільний стан і перетворилася в погрозу з непередбаченими наслідками як екологічного, так і техногенного характеру», — говориться в обігу. Верховна Рада просить конгрес США вирішити питання фінансування в обсягах, які дозволять забезпечити якнайшвидше завершення утилізації ракетного палива й виконання всього комплексу заходів, спрямованих на ліквідацію ядерної зброї в Україні.
Про небезпеку, що виходить від утилізації ракетного палива, попереджав Володимир Литвин, він заявив, що для утилізації ракетного палива потрібно було 40 млн. Одним зі шляхів вирішення проблеми Литвин вважав звертання до міжнародного співтовариства.
Станом на 2022 рік фінансування утилізації ракетного палива було низьким або не відбувалося. Зберігання обходиться підприємству у чималі кошти.

## Історія

### Козацька доба
Близько 1660 р. Кіш Запорозької Січі на території сучасного Павлограда організував перевіз через річку Вовчу. Саме тут проходив таємний козацький шлях на Кальміус і Кагальник. Після татарських набігів 1768 та 1769 роках ця місцевість тимчасово спорожніла.

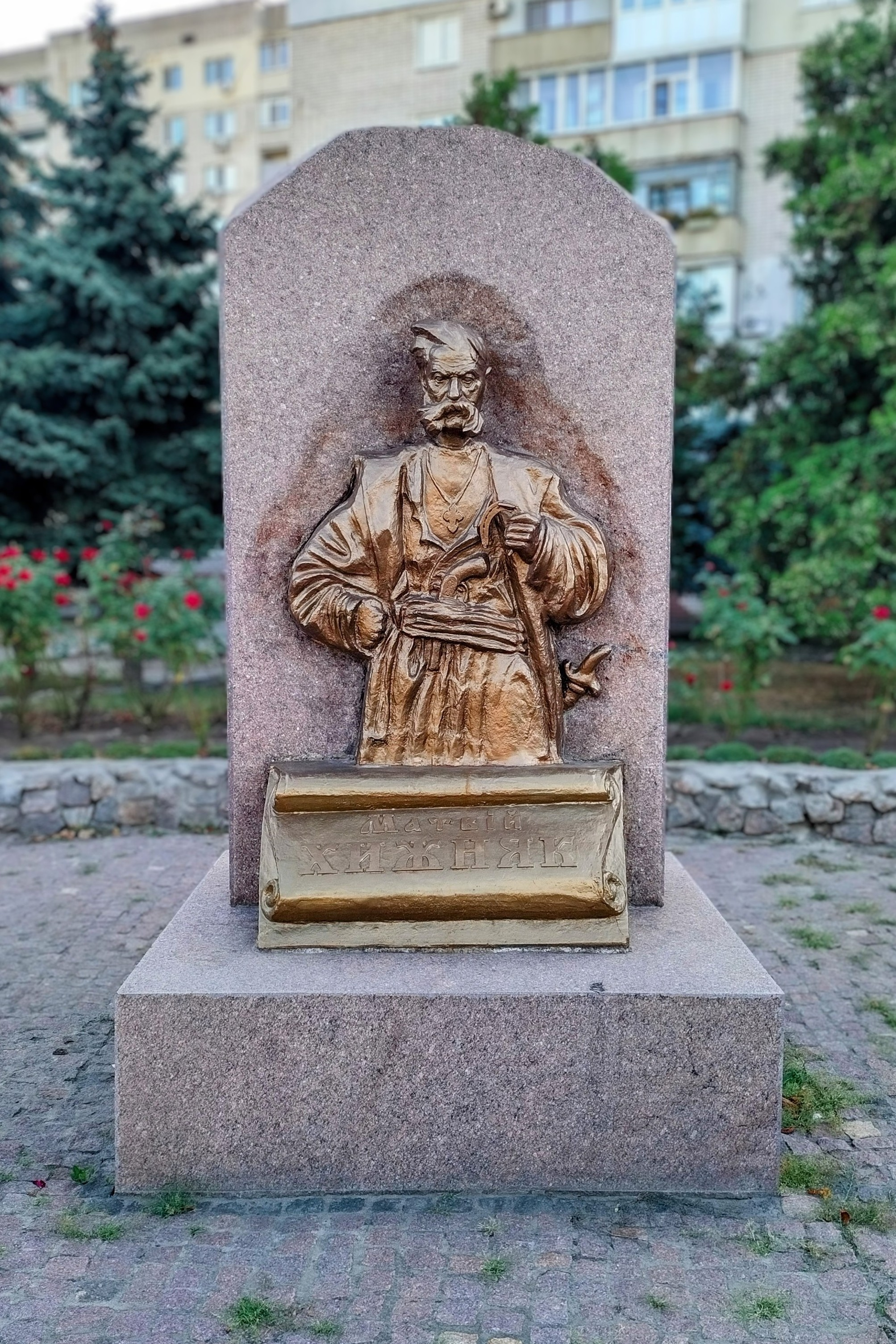
Пам'ятник засновнику міста Павлоград — запорожцю, військовому старшині Матвію Хижняку

На початку 1770 року запорожець, військовий старшина Матвій Хижняк побудував тут зимівник, від якого пішли Матвіївські хутори, призначив вулиці, виділив місце для побудови будинків, в які запросив сімейний та осілий народ селитися та влаштовуватись садибами, виділив місце для православної церкви з дзвіницею, української школи та шпиталю. Першими поселенцями у цій місцевості були запорожці Самарської та Кальміуської паланок, а також демобілізовані військові, які займалися скотарством і рільництвом.
У 1775 році після ліквідації Запорозької Січі Матвіївські хутори стали слободою Матвіївка, Маріупольського повіту Азовської губернії. З грудня 1779 року слобода Матвіївка стає державною військовою — штаб-квартирою Луганського пікінерного полку, та перейменовується на слободу Луганську. Військова колегія за підписом князя Григорія Потьомкіна ухвалила призначити командиром Луганського пікінерного полку Михайла Іларіоновича Голенищева-Кутузова з присвоєнням йому чину полковника. У 1782—1783 роках Луганський пікінерний полк під командуванням М. Голенищева-Кутузова брав участь у придушенні повстання кримських татар.

### Центр Катеринославського намісництва
У 1784 році іменним указом Катерини II «Розпорядження по налагодженню Катеринославського намісництва» слобода Луганська отримала статус міста, та була перейменована у повітове місто Павлоград, яке увійшло до складу Катеринославського намісництва і стало його центром.
Наприкінці XVIII століття в Павлограді налічувалось 426 домогосподарств та 2419 мешканців. Жили городяни у глиняних мазанках, а перший кам'яною спорудою був білий з зеленими куполами величний Свято-Вознесенський собор який було зведено у самому центрі Павлограда на Соборній площі в 1845 році на пожертвування мешканців. Дзвін собору розносився аж на 30 км.
У 1871 році першим міським головою обирався купець І. К. Шалін, на честь якого була названа центральна вулиця (вул. Шалинська, згодом — вул. Леніна, нині — вул. Соборна). У 1892 році міським головою був обраний купець другої Гільдії А. В. Параманін, людина енергійна, ініціативна і шанована. Під його керівництвом місто починає розвиватися: будується церква Спасо-Нерукотворного образу (за кошти Я. Ф. Голубицького), Свято-Успенський храм (за кошти братів Рибникових), новий будинок чоловічої гімназії, жіноча гімназія, казарми для солдатів 135-го піхотного Керч-Єнікальського полку. Місто було побудовано як військовий паркан для захисту інтересів Російської імперії. У 1896 р. був збудований «Графський театр» на кошти сім'ї Голенищевих-Кутузових. У 1870-ті роки XIX століття була збудована залізниця між Курськом та Севастополем, що пройшла через Павлоград.
У 1897 році в місті жили 15 775 осіб, у тому числі росіяни — 5421, українці — 5273, євреї — 4353, поляки — 312, татари — 185
У 1912 році за проєктом техніка С. А. Фетісова було збудовано будівлю міської управи (нині —  будівлю «Укрпошти»), а за проєктом Басьмана — будівлю Павлоградського залізничного вокзалу.
Місто розвивалося і наприкінці XIX  століття, Павлоград стає відомим центром торгівлі зерном та борошном. Павлоградський хліб експортувався в міста Російської імперії, в Лондон та Стамбул. Щорічно в місті проводились по три-чотири ярмарки, на які приїздили купці із Санкт-Петербургу, Москви, Тули, Орла, Курська, Варшави. Торгували, в основному, крупною рогатою худобою, кіньми, вівцями. Розвиток торгівлі обумовив заснування міського банку, створення акціонерного товариства борошномельної та круп'яної промисловості.
До діючих салотопних та шкірзаводів, тютюнової фабрики, олійниць у місті додалися парові млини, ситценабивна фабрика, олійний та ливарний заводи, розширялися борошномельне, пивоварне виробництва, росла і мережа освіти, з 1897 року в місті діяло 12 навчальних закладів.

### Павлоград у часи Української революції (1917—1921)
В газеті «Народная жизнь» за 19 серпня 1917 року присутня стаття під назвою «З життя „Просвіти“ у Катеринославі», в якій йдеться: 
Павлоградська «Просвіта» спочатку була філією, а потім одійшла і сама стала одкривати філії в своєму повіті.
Тобто, павлоградська «Просвіта» мала такі самі повноваження, як і катеринославська. Вона мала свої філії в Лозовій, Петропавлівці, Межовій, Васильківці, а також майже в усіх великих селах Павлоградського повіту.
При павлоградській «Просвіті» існував просвітянський хор під керівництвом Пантелієва, театральна трупа під керівництвом М. Хмари. «Просвіта» влаштовувала для павлоградців так звані вечори «балачок-бесід». Такі вечори проводилися в помешканні жіночої гімназії (сучасний Будинок творчості), де збиралося до 300 чоловік. На таких вечорах проводилися лекції, концерти, художні читання. «Просвіта» розповсюджувала українські книжечки серед населення, влаштовувала українознавчі курси для учнів шкіл і бажаючих. До переліку активних просвітян належали: В. Самійленко, Твердохліб, В. Благонадьожин, М. Крайнюков, Бачинський, Л. Кизима, Онищенко, Т. Деніщенко, Б. Луцюк, М. Сопряжинський, Є. Кирейко, М. Хмара, Пантелієв, Селіванський, П. Воронін.
20 листопада 1917 року Павлоград увійшов до складу Української Народної Республіки. 18 грудня 1917 року, російські комуністи-більшовики та об'єднанний загін, що складається з харківських, путіловських червоногвардійців, петроградських червоногвардійців Московської застави, загону солдатів з 30-го піхотного полку, 3-ї Брянської артилерійської батареї та одного бронепотягу, з боєм захопили владу в місті. Загоном командував кадровий офіцер, капітан П. В. Єгоров.
17 квітня 1918 року Кримська група Армії Української Народної Республіки під командуванням підполковника Петра Болбочана звільнила місто.

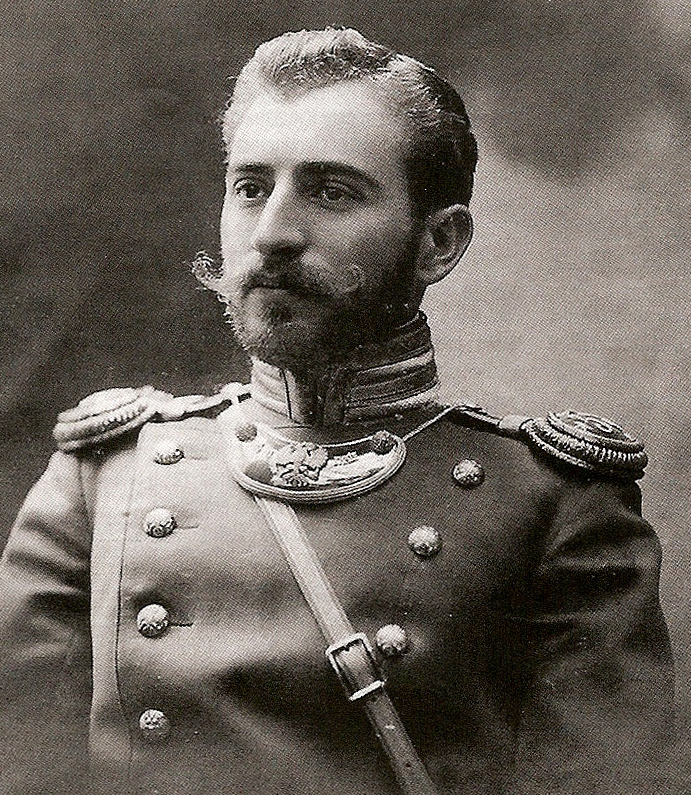
Підполковник Петро Болбочан, визволитель Павлограда від російсько-більшовицької окупації у 1918 році

26 грудня 1918 року у місті стався погром, під час якого було вбито багато євреїв. В результаті за радянських часів багато євреїв залишили місто.
У липні 1919 року Павлоград знову був захоплений білогвардійцями. На початку січня 1920 року 14-та радянська армія в ході Павлоград-Катеринославської операції відсікла лівофлангову групу Добровольчої армії, остаточно посівши місто.

### У складі СРСР
У 1925 році місто стало окружним, а 1926 року — районним центром. У 1939 році Павлоград був окремою міською адміністративною одиницею, містом обласного підпорядкування.
1930 року поблизу Павлограда спалахнуло антикомуністичне Павлоградське повстання, одне з найбільших у 1930-х роках, яке було криваво придушене радянською владою.
У 1931 році в Павлограді почав діяти артполігон, який перед німецько-радянською війною став головним артполігоном СРСР — 2 заводи міста працювали на оборону.
Під час організованого радянською владою Голодомору 1932—1933 років померло щонайменше 1244 жителі міста.
У 1935 році з Вознесенського собору Павлограда зняли дзвони, розграбували церковне майно. 20 березня 1936 року Свято-Вознесенський собор Павлограда було підірвано радянською комуністичною владою.

#### У Другій світовій війні
11 жовтня 1941 року Павлоград було окуповано німецькими військами, які вели облік євреїв у місті, і зосередили їх у невеликому гетто, куди насильно зганяли євреїв для компактного мешкання та репресій. З гетто євреїв відправляли на тяжкі примусові роботи, знищуючи слабких та хворих. На території заводу № 359 утримувалося близько 2 тис. людей, увесь табір було знищено. У листопаді 1941 року близько 670 єврейських біженців із Польщі, які прибули до міста, було вбито у міському гетто. У червні 1942 року 2100 євреїв, що залишилися в міському гетто, були вбиті. Також у період німецької окупації в Павлограді діяв Концентраційний табір Dulag 111 для радянських військовополонених. 
Впродовж окупації в місті працювавпідпільний обком КП(б)У на чолі з Миколою Сташковим, що створив мережу диверсійних груп. На луб'яному заводі вивели з ладу локомотив, внаслідок чого завод не працював 15 днів. У жовтні 1942 року підпалили нафтобазу, двічі створювали аварії на електростанції. Диверсійні групи та партизани з вересня 1942 року по лютий 1943 року пустили під укіс ворожий поїзд на станції Зайцево, зірвали склад боєприпасів на вулиці Радянській, порвали телефонний зв'язок з штабом німецької армії. У лютому 1943 року розпочалось повстання, відоме на весь СРСР. Підпільниками, Радянськими військами Південно-Західного фронту в ході Ворошиловградської операції вдалося звільнити місто від гітлерівських німецьких військ на 5 днів. Але через 5 днів, 22 лютого 1943 року гітлерівці, провівши контрнаступ із застосування бомбардувальної авіації, знову зайняли Павлоград. 18 вересня 1943 року місто зайнято військами Південно-Західного фронту в ході Донбаської операції.

#### Повоєнні часи
У повоєнне десятиліття місто було фактично відбудовано заново. За цей час склалася нова промислова структура міста, до якої увійшли підприємства машинобудівної (заводи Механічний, Технологічного обладнання, «Хіммаш», «Ливмаш», «Сільмаш»), будівельної (комбінат «Дніпрошахтобуд», трест «Павлограджитлобуд», завод «Павлоградзалізобетон», завод стінових матеріалів, силікатний завод, завод мобільних будівель), хімічної, переробної, легкої та харчової промисловості. Успішно працювала Центральна збагачувальна фабрика, швацька фабрика, завод продтоварів, 2 хлібозаводи, меблева фабрика, шкірзавод, що згодом переріс у взуттєву фабрику.
У 1950-ті роки почалася нова історія міста як центру Західнодонбаського вугільного басейну, шахтарського регіону. Почалося будівництво 11 шахт. Розвідані запаси вугілля дали підставу вважати м. Павлоград центром Західного Донбасу.
У 1959 році в межі Павлограда включені смт Вишневе (кол. Павлоградські Хутори Перші) і село Соснівка (кол. Павлоградське).
У 1960—1980-ті роки місто Павлоград — стратегічний об'єкт, оскільки на оборонних заводах міста вироблялися міжконтинентальні балістичні ракети (МБР) та їх комплектуючі, в основному двигуни. Тут збирали ракети Р-36М2, РТ-23УТТХ, РС-22 та інші, що були на той час одними з найпотужніших видів зброї у світі.
Указом Президії Верховної Ради СРСР від 23 жовтня 1979 року місто Павлоград за заслуги трудящих міста в революційному русі, боротьбі з німецько-фашистськими загарбниками під час німецько-радянської війни і успіхи, досягнуті в господарстві та культурному будівництві, нагороджений орденом Трудового Червоного Прапора.

### У незалежній Україні

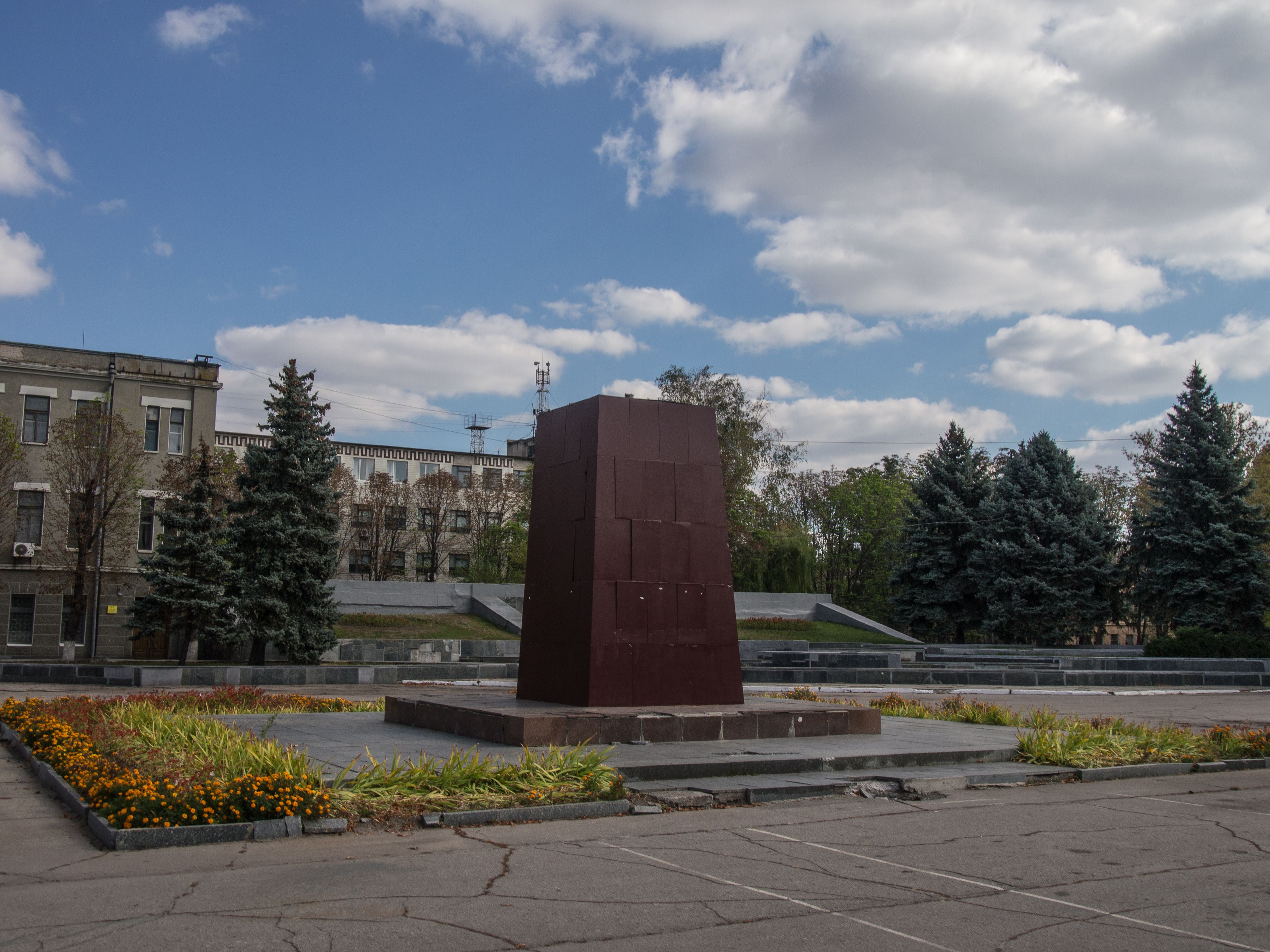
24 серпня 2014 року на центральній площі прибрано пам'ятник Леніну

У 1998 році на місці підірваного Свято-Вознесенського собору було встановлено пам'ятний хрест, а 20 січня 2005 року — урочисто освячено місце під будівництво нового храму — пам'ятника загиблим шахтарям та всім, хто загинув на виробництвах Західного Донбасу. 13 вересня 2019 році замість хреста, вставленого у 1998 році, зведено пам'ятну каплицю, яку того ж дня і освячено.

#### Російсько-українська війна

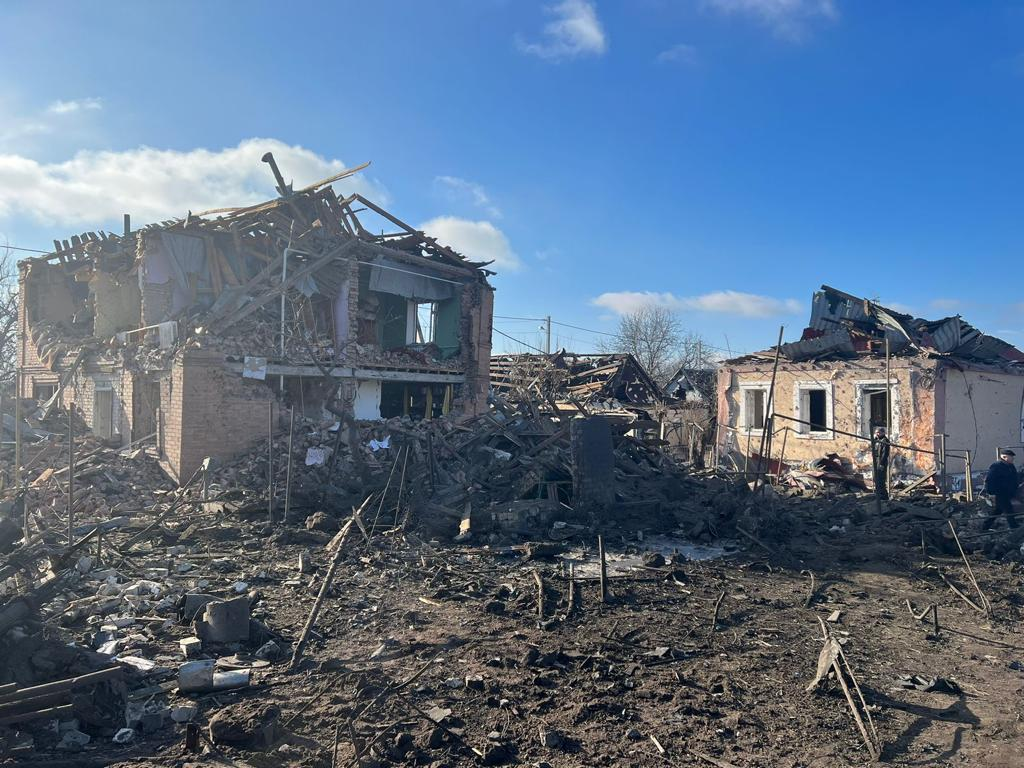
Наслідки ракетного обстрілу 16 лютого 2023 року

З 24 лютого 2022 року, з початком повномасштабного російського вторгнення в Україну, місто неодноразово ставало ціллю ракетних обстрілів з боку російських військ.
2 квітня 2022 року місто та околиці зазнали російських ракетних ударів двічі. Вибухами пошкоджено залізничні колії, вантажні вагони, пошкоджені контактні мережі. Близ міста дорогах утворились затори через велику кількість біженців із зони бойових дій. У листопаді 2022 року через знеструмлення під землею опинились заблокованими до 700 гірників. Внаслідок обстрілу 16 лютого 2023 року було пошкоджено близько 60 приватних будинків, одна людина загинула.
Вночі на 1 травня 2023 року російські ракети поцілили по складах Павлоградського хімічного заводу, стався потужний вибух. Було пошкоджено 24 багатоповерхівки, 80 приватних житлових будинків, 9 закладів шкільної та дошкільної освіти, 5 магазинів. У Вербківській сільській громаді пошкоджено 40 приватних житлових будинків. На 1 травня було відомо про щонайменше 34 постраждалих, з них 5 — діти. Згодом стало відомо про двох загиблих.
8 грудня 2023 року зранку російські окупанти масово атакували місто, загинула одна людина, ще восьмеро отримали поранення. 
25 квітня 2025 року зранку російські окупанти атакавали місто безпілотниками, влучили у пʼятиповерхівку, пошкодили інфраструктуру. Частково зруйнували приміщення соціального закладу. Росіяни завдали повторного удару, коли на місці працювали оперативні служби, одного з рятувальників було поранено. Загинули 3 людей, 18 поранено. Серед поранених 4 дитини. 10 людей врятували рятувальники.
27 квітня 2025 року росіяни атакували місто, пошкоджено 13 багатоквартирних будинків, загинув чоловік, поранена 14-річна дівчина.
19 липня 2025 року, вночі, РФ здійснила наймасованішу атаку ракетами та БпЛА на місто Павлоград. Внаслідок атаки понівечені пожежна частина, промислові підприємства, п'ятиповерхівка, у місті виникли пожежі.

### Перейменування міста
20 березня 2024 року комітет ВРУ з питань організації влади, місцевого самоврядування, регіонального розвитку та містобудування вирішив перейменувати Павлоград на Матвіїв, однак остаточне перейменування мало відбутися після голосування у Верховній раді.
9 жовтня 2024 року Верховна рада розглядала перейменування міста, однак рішення не було підтримано.

## Символіка

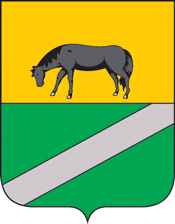
Герб Російського періоду (1811)

Перший герб Павлограда було затверджено указом Миколи І 29 липня 1811 року. За своєю композицією та емблематикою він нагадував створений того ж часу герб повітового міста Верхньодніпровська. Герб був поділений навпіл по горизонталі на золоте верхнє і зелене нижнє поля. У верхньому полі пасеться кінь, у нижньому полі знаходиться срібна стрічка, що перетинає поле навкіс. Сучасний герб та прапор Павлограда затверджені в 2007 році. В жовтій частині зображені дві сині перехрещені стріли вістрями вгору, над якими знаходиться семипроменева червона зірка. В зеленій частині зображений білий кінь.

## Населення
Населення міста становить понад 117 тис. мешканців. Ще з часів Радянського Союзу підприємства міста Павлограда спеціалізувалися на випуску високотехнологічної продукції для військової промисловості. Рівень спеціалістів, які працювали на цих підприємствах, залишається дуже високим. В місті 35 % населення мають вищу освіту.

### Національний склад
Розподіл населення за національністю за даними перепису 2001 року:
| Національність  | Відсоток |
| --------------- | -------- |
| українці        | 72,26%   |
| росіяни         | 24,95%   |
| білоруси        | 0,67%    |
| роми            | 0.39%    |
| татари          | 0,25%    |
| азербайджанці   | 0,16%    |
| вірмени         | 0,15%    |
| німці           | 0,15%    |
| євреї           | 0,12%    |
| молдовани       | 0,10%    |
| інші/не вказали | 0,80%    |

### Мовний склад
Рідна мова населення за даними перепису 2001 року:
| Мова            | Чисельність, осіб | Відсоток |
| --------------- | ----------------- | -------- |
| Українська      | 70 876            | 59,23 %  |
| Російська       | 47 657            | 39,82 %  |
| Ромська         | 429               | 0,36 %   |
| Білоруська      | 137               | 0,11 %   |
| Вірменська      | 64                | 0,05 %   |
| Румунська       | 40                | 0,03 %   |
| Болгарська      | 29                | 0,02 %   |
| Інші/Не вказали | 440               | 0,38 %   |
| Разом           | 119 672           | 100 %    |

## Економіка
Обсяг реалізованої промислової продукції (робіт, послуг) по Павлограду за січень-грудень 2010 року склав 5535 млн грн (з урахуванням шахт ВАТ «Павлоградвугілля»). Питома вага міста в області по реалізації промислової продукції становить 3,9 %.
В місті працюють підприємства вугледобувної промисловості ПАТ «ДТЕК Павлоградвугілля», у загальному обсязі реалізації продукція вугільної галузі становить 82 %.
У 2007 році в Павлограді обсяг реалізованої промислової продукції (робіт, послуг) у відпускних цінах підприємств склав 3221,8 млн грн (з урахуванням всіх шахт ВАТ «Павлоградвугілля»). За 2007 рік ВАТ «Павлоградвугілля» видано на-гора 12361,4 тис. тонн вугілля, або 101,1 % до 2006 року. У 2012 році шахти ПАТ «ДТЕК Павлоградвугілля» видобули 17 млн тонн вугілля.
Загальний обсяг промислового виробництва по місту Павлоград (у порівняних цінах) склав 642,3 млн грн, або 110,7 % до торішнього показника. Позитивна динаміка у 2007 році найбільшою мірою підтримувалася зростанням виробництва в обробній промисловості, а саме: у хімічній промисловості (на 8,5 %), машинобудуванні (на 17,9 %), виробництві інших неметалевих виробів (на 55,5 %), інших промислових виробництвах (на 39,2 %), поліграфічній промисловості (на 30,5 %), оброблення деревини (на 28,8 %), харчовій промисловості (на 11,3 %).
Збільшили обсяг виробництва промислової продукції до попереднього року (в порівняних цінах) ДП НВО «Павлоградський хімічний завод» (108,4 %), ВАТ «Павлоградхіммаш» (150,5 %), ТОВ «Павлоградський завод технологічного обладнання» (195,2 %), ТОВ «Павлоградспецмаш» (114,3 %), ТОВ «Меблевий комбінат» (139,2 %), ВАТ «Павлограджилстрой» (167,0 %), ТОВ «Фабрика дверей «Будмайстер»» (128,8 %), ТОВ «Фабрика будівельних сумішей «Будмайстер»» (148,5 %), ТОВ «Молочний дім» (112,9 %), СП ЗАТ «Софрахім» (103,7 %).
У 2007 році за рахунок усіх джерел фінансування очікується освоєння капітальних вкладень в обсязі 196 млн грн. На будівництво та реконструкцію об'єктів комунального та соціального призначення міста спрямовано 8,6 млн грн бюджетних коштів (163 % до 2006 року).
Під приводом економічного зростання у 2021 році було оголошено про закладання нового бордюрного заводу, який насправді пересувний і буде в місті всього 5 років.

### Транспорт

#### Автомобільний
Павлоградом пролягає автошлях міжнародного значення М30 (частина європейського маршруту E50). В місті також беруть початок автошлях регіонального значення Р51 та автошляхи територіального значення Т 0422, Т 0408, Т 0416. Недалеко від центру міста, на перехресті вулиць Дніпровської та Полтавської, знаходиться автостанція. Вона обслуговує як приміські, так і міжміські автобуси.

#### Залізничний
Павлоград лежить на важливому перетині залізничних шляхів - через нього проходять колії дільниць Лозова - Синельникове та Самар-Дніпровський - Покровськ. Пасажирський рух залізницею відбувається через станцію Павлоград I, що знаходиться у північно-західній частині міста. через неї йдуть потяги, між іншим, у напрямку Дніпра, Харкова, Києва, Одеси, а також низка приміських потягів. У східній частині знаходиться станція Павлоград II, що обслуговувала потяги в напрямку Донеччини, але незадовго після початку війни на сході України усі залізничні маршрути через цю станцію були скасовані. Станція не обслуговує пасажирські потяги і наразі знаходиться у занедбаному стані.

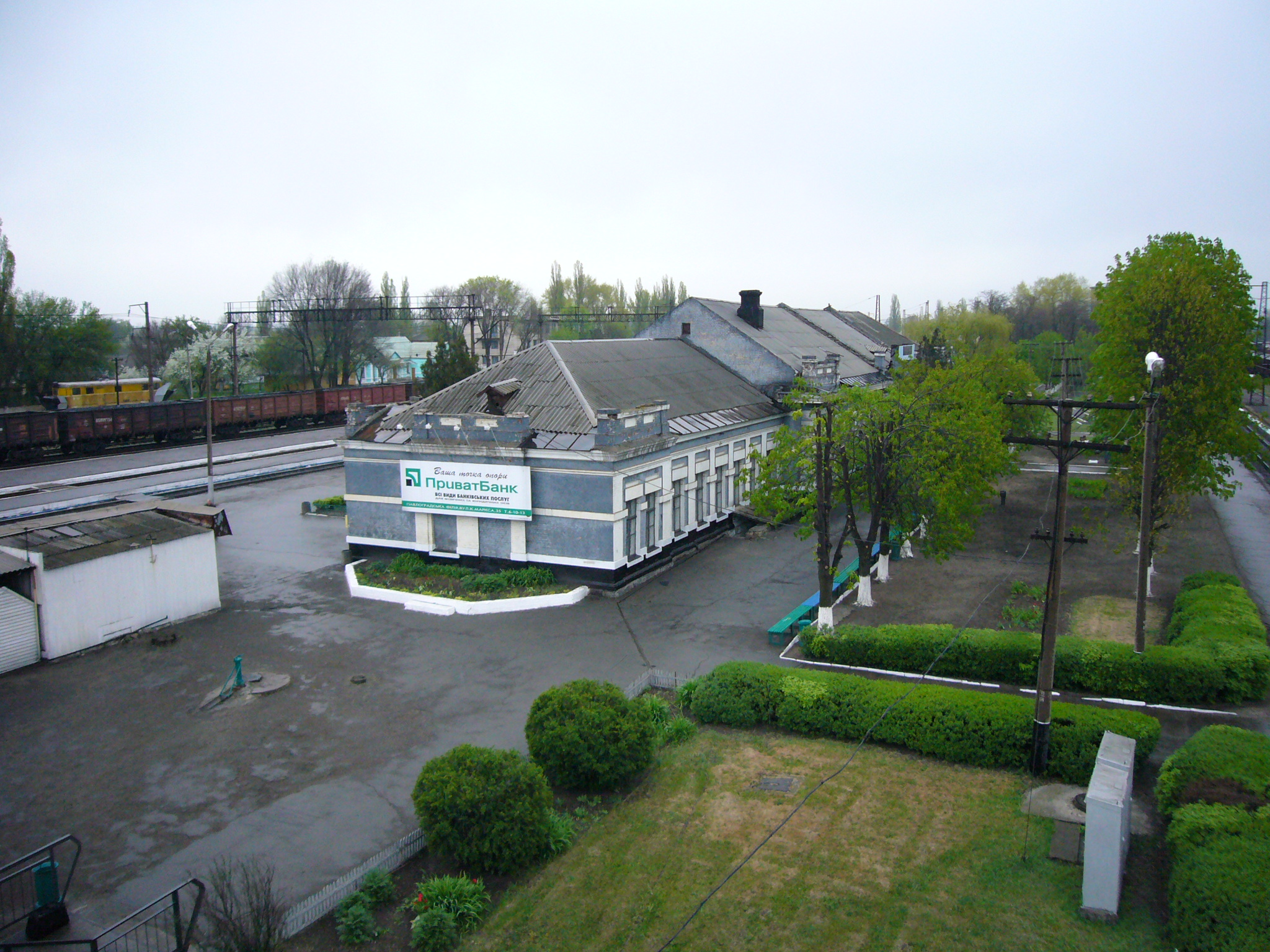
Станція Павлоград I
Залізничний вокзал

## Промисловість
У місті працюють підприємства вуглевидобувної промисловості: шахта «Павлоградська», шахта ім. Героїв Космосу, шахта «Благодатна».
У складі машинобудівних підприємств:
- ПАТ завод «Павлоградхіммаш» забезпечує своєю продукцією хімічну та нафтопереробну галузі, виготовляє пластинчаті, кожухотрубчасті, фторопластові теплообмінники, апарати повітряного охолодження, ємкісні зварні апарати, деаератори, барабани-сепаратори, випарні апарати, наземні та підземні резервуари для автозаправних станцій, газосепаратори для переробки нафтопродуктів;
- ПАТ завод «Палмаш» — виробництво машин і обладнання для добувної промисловості, ремонт (спеціалізований) для машин добувної промисловості та будівництва, виробництво машин для металургії, діяльність автомобільного вантажного транспорту, ремонт гірничношахтного обладнання;
- ТОВ завод «Павлоградспецмаш» — вітчизняний виробник будівельних риштувань і опалубки. Його продукція відома під торговою маркою «БудМайстер». Також виробляються пересувні риштування, міні-риштування, будівельні стійки, опалубка стінова і перекриттів. Вся продукція сертифікована згідно з вимогами українського законодавства. В березні 2004 року отримано сертифікат за системою управління якістю — ISO 9001-2001;
- ТОВ «Павлоградський завод технологічного обладнання» — виробництво машин та устаткування, виробництво верстатів для оброблення металу, виготовлення інших металевих виробів.
- ДП «Павлоградський механічний завод» — філія Південного машинобудівного заводу, яка спеціалізується на виготовленні твердопаливних двигунів і їх елементів, тролейбусів, зернозбиральних комбайнів, вузлів тракторів, літаків.

Хімічна промисловість:
Державне підприємство «Науково-виробниче об'єднання „Павлоградський хімічний завод“» — один з найбільших виробників промислових вибухових речовин в Україні (більше 35000 т/рік), єдине підприємство в Україні, що має потужності по виготовленню твердого ракетного палива і ракетних двигунів на його основі для ракет різних класів, єдине підприємство в Україні по виготовленню вибухових речовин, утилізації боєприпасів, сертифіковане за Міжнародними стандартами ISO та OHSAS. Один із базових заводів міста, де завдяки творчому підходу до виробництва досягнуто кращих показників з економії енергетичних ресурсів.
Харчова промисловість:
- ПрАТ «Павлоградхліб» — виробництво хліба та хлібобулочної продукції. Підприємство випускає широкий асортимент продукції. Постійно оновлює технологію виробництва.;
- ТОВ «Молочний дім» — виробництво цільномолочної продукції, оптова торгівля молочними продуктами. Перелік основних видів продукції — це йогурти, сирні маси та сирки, торти із кисломолочного сиру, кефіри, сметана. Продукція підприємства за своєю якістю відповідає високим вимогам і користується попитом населення. Пакування товару зручне у транспортуванні, економічне, забезпечує термін зберігання. За досягнуті результати в роботі та випуск якісної продукції підприємство нагороджено Дипломом першого ступеня за якість товару та золотою медаллю за пакування.
- Група компаній «Snack Production» — виробництво смаженого насіння соняшника торгівельних марок «Сан Санич» і «Агонь», чипсів «CHIPSTER'S» і «HROOM», арахісу «Big Bob».

Легка промисловість:
- ТОВ «Павлоградська швейна фабрика» (виробництво швейних виробів).

Видавнича промисловість:
- Павлоградська міська друкарня (поліграфічна продукція) — нині «Перша міськдрукарня».

Інвестиційна привабливість міста:
Місто розташоване на перехресті автомобільних та залізничних ліній міжнародного значення, що дає можливість розглядати місто як потужний транспортний термінал, який забезпечує функціонування зв'язків «Постачальник — Виробник — Споживач».
Родючі чорноземи та сприятливі кліматичні умови забезпечують стабільні високі врожаї сільськогосподарських культур.
Розвідані запаси кам'яного вугілля становлять 1163714 тис.т, германію — 8706 т, газу-метану — 62 млрд куб.м, з них більш 9 млрд м³ у вільному стані, рутилу — 756 тис. т, ільменіту — 2160 тис. т, циркону — 540 тис. т. На території району знаходиться велика кількість родовищ будматеріалів (каоліни, пісковики, суглинки, піски для бетону, кладочних та штукатурних розчинів, силікатної цегли). Серед підземних вод розвідані мінеральні води типу «Миргородська» і «Мінська», перспективні для використання в курортній практиці для внутрішнього і зовнішнього застосування.
За часів СРСР ефективно працювали великі підприємства, які виконували оборонні замовлення. Павлоградський механічний завод виготовляв міжконтинентальні балістичні ракети та іншу космічну техніку різноманітного призначення. Павлоградський хімічний завод виготовляв та заправляв сумішним твердим паливом двигуни ракет всіх класів, починаючи від «Стріли» (аналог американського «Стінгера») до ракетних балістичних комплексів. Павлоградський завод технологічного обладнання та спеціальних верстатів випускав нестандартне обладнання та спеціальні верстати для ракетно-космічного комплексу, у тому числі металооброблюючі верстати підвищеної точності з числовим програмним керуванням.
У новітній час підприємства залишилися без державних замовлень. Унікальні технології, талановиті конструктори та інженери, «золоті» робочі руки чекають на ділові пропозиції.
В умовах сучасного стану економіки пріоритетними напрямками інвестування залишилися промислові види економічної діяльності та розвиток інфраструктури міста.

## Освіта і наука
Система освіти міста складається з:

Павлоградський міський ліцей

- Західнодонбаського інституту Міжрегіональної академії управління персоналом (МАУП);
- Комунальний заклад "Павлоградський фаховий медичний коледж" Дніпропетровської обласної ради http://pmu.dp.ua;
- Західно-Донбаського професійно-технічного ліцею;
- Відокремлений структурний підрозділ «Павлоградський фаховий коледж» Національного технічного університету «Дніпровська політехніка» http://ptngu.com/;
- 25 загальноосвітніх навчально-виховних закладів (в тому числі ЗОШ № 1, 2, 3, 4, 5, 6, 7, 8, 9, міський ліцей (колишня середня школа № 10), 11, 12, 13, 14, 15, 16, 17, 18, 19, 20, 21, 22, школа-інтернат № 1, міжшкільний навчально-виробничий комбінат;
- 20 дошкільних установ;
- позашкільних установ: Палацу творчості дітей та юнацтва, станції юних натуралістів, станції юних техніків.

## Релігійні та культові споруди[31]

### Православна церква
- Кафедральний собор Спасо-Нерукотворного Образу (пров. Музейний, 1);
- Свято-Успенський храм (вул. Харківська, 19);
- Храм ікони Божої Матері „Ненавмисна радість“ (Центральне кладовище);
- Свято-Стрітенський храм (вул. Сергія Корольова, 8);
- Храм Похвали Пресвятої Богородиці (вул. Дніпровська, 458/1);
- Каплиця Святого рівноапостольного князя Володимира Великого (бульвар Козацької Слави);
- Храм Святих Рівноапостольних Кирила і Мефодія (вул. Дніпровська, 28);
- Гарнізонний Свято-Покровський храм;
- Пам'ятний знак на честь Свято-Вознесенського собору (парк ім. Т. Г. Шевченка).

### Католицька церква
- Костел Святого Архангела Михаїла (вул. Робоча, 29)

### Реформаторська (протестантська) церква
- Церква Християн Віри Євангельської (вул. Павла Тичини, 11);
- Церква ХВЄ «Спасіння» (вул. Володимира Милосердова, 16);
- Церква ХВЄ «Живе Слово» (вул. Молодіжна, 105);
- Церква ХВЄ «Джерело Правди» (вул. Звільнення, 9);
- Церква ХВЄ «Двері в Небо» (вул. Космонавтів, 114);
- Церква «Світло Світу»«» (вул. Європейська, 15-А);
- Церква «Світло Світу» (вул. Центральна, 36);
- Церква «Ковчег Спасіння» (вул. Харківська, 95);
- Будинок молитви (вул. Дніпровська, 386);
- Молельний будинок (колишній клуб ПМЗ) (вул. Сергія Корольова, 8-А);
- Церква Біблійного Євангелія (вул. Шевченка, 33);
- Зал Царства Свідків Єгови (вул. Промислова, 1-Б);
- Церква Адвентистів сьомого дня (вул. Харківська, 57);
- Церква Адвентистів сьомого дня (вул. Повстання, 102).

## Культура
Працює Павлоградський драматичний театр імееі, Бориса Захави, державний історико-краєзнавчий музей, музей поетеси Ганни Світличної (уродженки міста), 2 міські бібліотеки та 7 філій, музична і 2 школи естетичного виховання. У місті знаходяться 27 пам'ятників архітектури — це, переважно, будинки в стилі модерн. Є Храм Нерукотворного Образа (1898 рік), Успенська церква (1986 рік), костьол (1890-х роки XIX століття). Театр-студія імені Бориса Захави відсвяткував своє 35-річчя у 2009 році. Режисер театру — заслужений діяч мистецтв України Анатолій Рева.

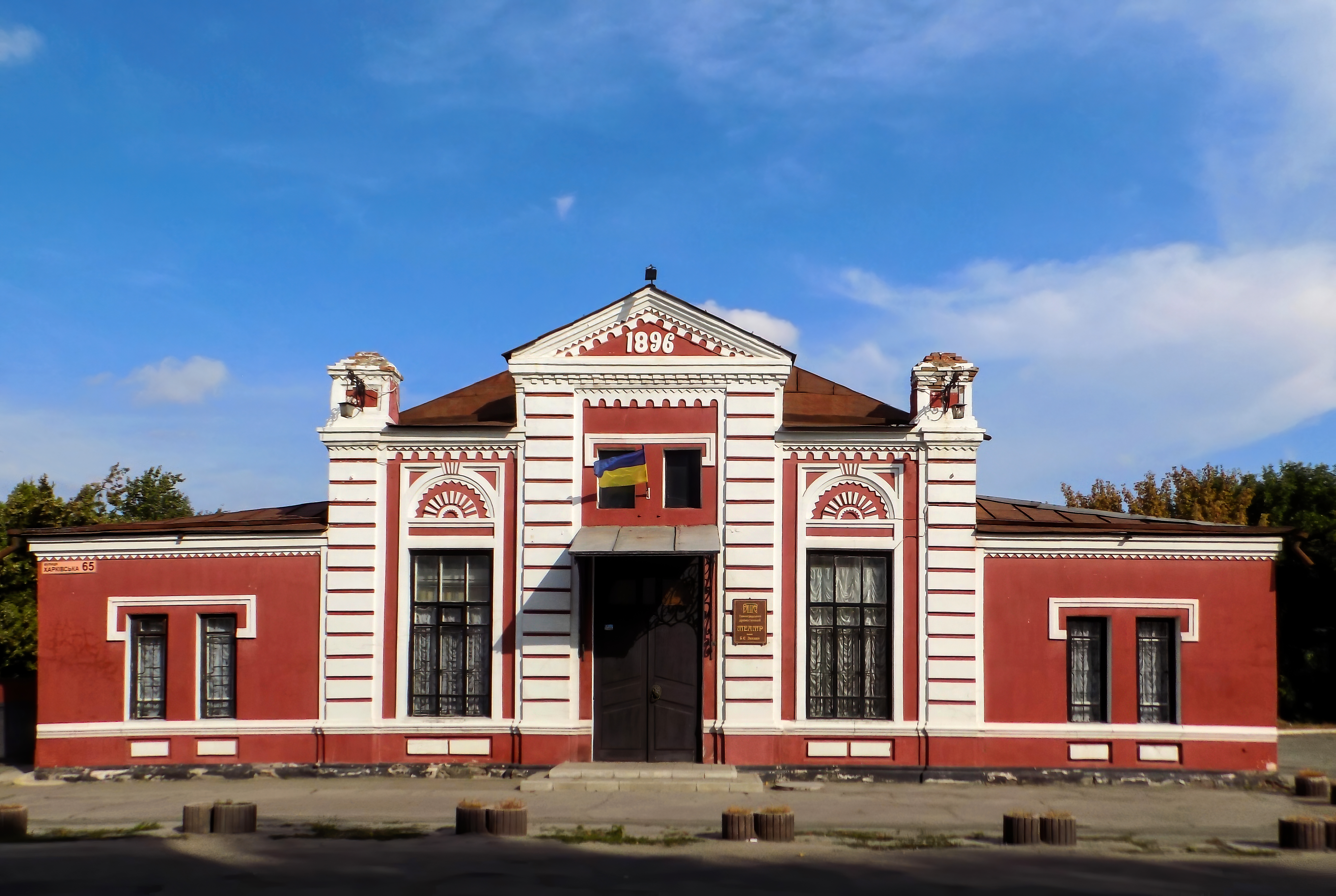
Театр імені Бориса Захави

В місті працює Літературна студія ім. М. Шутя, що випускає свої збірники віршів (Андрій Коцюбинський, Григорій Шиян і Георгій Люлько).
Різноманітна палітра народних талантів міста: художники, майстри різьблення по дереву, майстри вишивання.

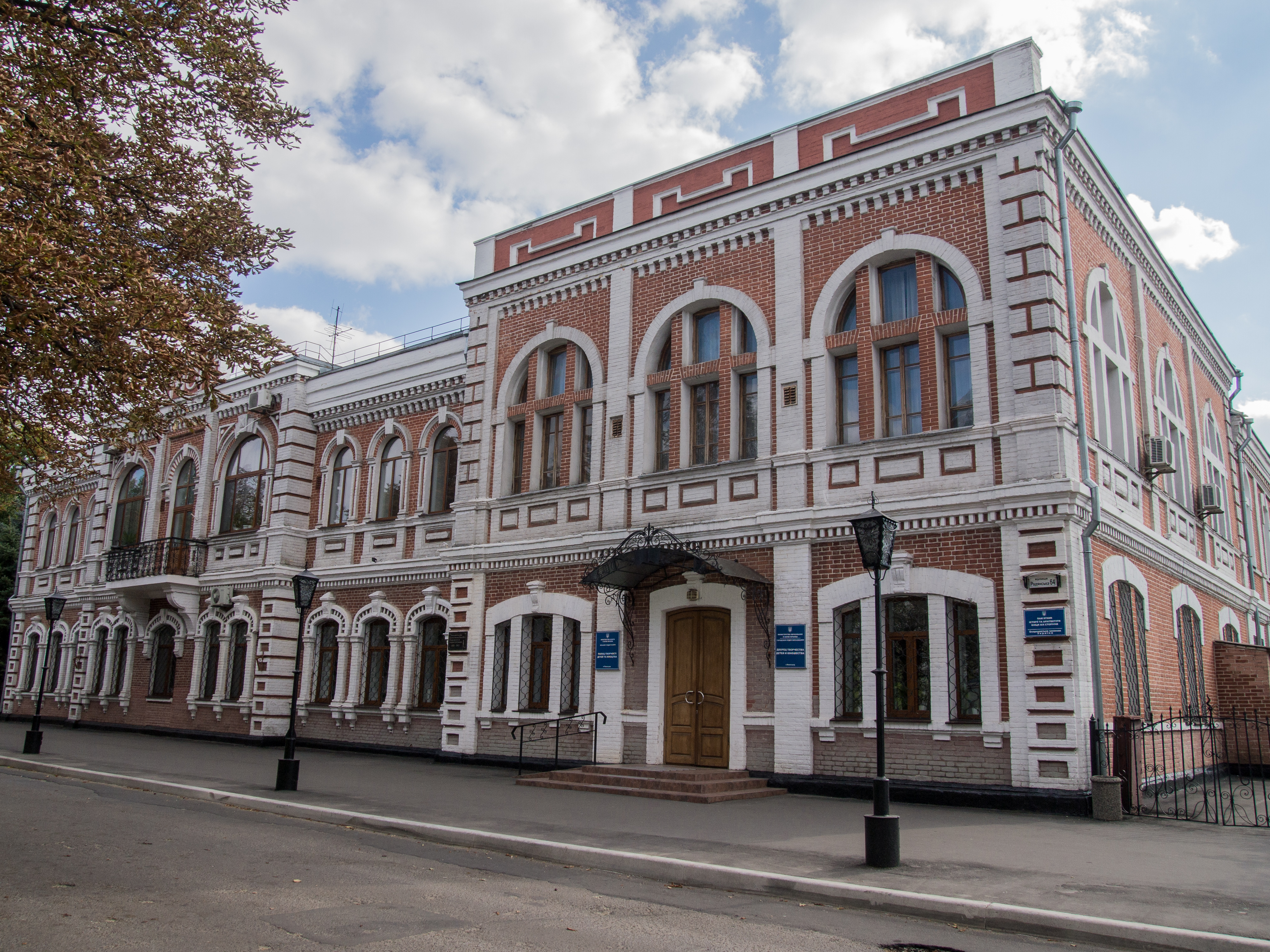
Колишня жіноча гімназія

Дитячі і юнацькі колективи, що користуються особливою повагою в місті, країні й за її межами:
- Зразковий ансамбль народного танцю «Юність» (керівник заслужений працівник культури України Кириченко Н. М.);
- Народний колектив театру сучасної хореографії «Лик» (керівник Оксень Л. Ю.);
- Хореографічний центр «Контрасти» (керівник Оксень Л. Ю.);
- Ансамбль бального танцю «Натхнення» (керівник Оксень Л. Ю.);
- Зразковий клуб акробатичного рок-н-ролу «Восторг» (керівник Тітова О. В.)

Пріоритетні види спорту: бойовий гопак, бокс, кікбоксинг, важка атлетика, спортивна гімнастика, плавання, акробатичний рок-н-рол.
- Комунальна бюджетна установа «Міський культурно-дозвільницький центр»
- БК ім. Кірова
- БК ім. Гагаріна
- БК Машинобудівників
- ПК Шахтобудівників
- БК «Ровесник»
- Комунальний заклад «Павлоградський історико-краєзнавчий музей»
- Музей-квартира Ганни Світличної
- Комунальний заклад «Павлоградська міська централізована бібліотечна система»;
- Комунальний заклад Початковий спеціалізований мистецький навчальний заклад «Дитяча музична школа № 1, 2, 3»;
- Комунальний заклад «Павлоградський драматичний театр імені Бориса Захави»
- Молодіжний центр спілкування «Позитивний Павлоград»

## Спорт
У місті 4 стадіони, 1 льодова ковзанка, 2 плавальних басейни, 41 спортивний зал, водноспортивна база, 14 фізкультурно-оздоровчих центрів, дитячо-юнацька спортивна школа.

### Футбол
У 1923 році при робочому палаці, що іменувався клубом імені Томського, був створений перший спортивний колектив Павлоградщини — футбольна команда «Металіст». Засновником цього колективу був інструктор фізкультури Н. М. Золотоверховий. Одночасно були організовані ще дві команди — «Будівельник» і «Желдор». Провідною командою в цей період був «Будівельник» (згодом перейменований в «Штурм»). Пізніше участь в змаганнях брали також команди «Друкар» і «Харчовик». Перші матчі відбулися на футбольному полі, що знаходиться біля розташування військової частини 88-го полку, але збільшення числа футбольних команд послужило поштовхом до початку будівництва стадіону в парку ім. 1 травня. В день його відкриття (травень 1927 рік) команда «Штурм» зустрілася зі збірною 30-й Іркутської дивізії. На початку 30-х років на зміну «Штурму», який розпався прийшла команда «Індустрія», що складається з будівельників і робітників хімзаводу. Із закінченням будівництва хімзаводу була організована команда «Азот». Під час Великої Вітчизняної війни частина футболістів пішла на фронт, частина евакуювалася з заводами, і настала тривала перерва у футбольному житті міста.
У 1948 році була організована команда «Хімік», граючим тренером якої був А. В. Журавльов. Ця команда грала в першості УРСР і користувалася успіхом у глядачів. У день її матчів стадіон був переповнений. У зв'язку з розвитком Західного Донбасу в місті була організована команда «Шахтар», після її розпаду була організована команда «Зеніт», яка представляла Павлоград в чемпіонаті області.
Найбільшого розвитку футбол у Павлограді отримав з 1970-х років завдяки сільському спорту. 1973 року за ініціативи голови колгоспу ім. ХХІІ з'їзду КПРС І. С. Обдули у с. Мечиріч Павлоградського району було створено команду «Колос» (Павлоград), яка у 1977 році почала брати участь у першості УРСР серед колективів фізкультури (КФК). На честь команди був названий стадіон у парку ім. 1-го Травня, який був її домашньою ареною. 1980 року «Колос» виявився єдиною з 72 команд-учасниць першості УРСР, яка пройшла попередній етап без поразок. Фінальний турнір проходив у Павлограді, і «Колос», посівши у ньому перше місце, вперше став чемпіоном УРСР. Разом зі званням «чемпіонів» павлоградські футболісти вибороли єдину путівку до другої ліги радянського футболу. У другій лізі «Колос» відразу вийшов на провідні позиції і тричі завоював медалі (1982 — бронза, 1983,1984 — срібло). Забивши 99 голів, павлоградці побили рекорд результативності, який протримався 19 років (1964 року львівські армійці забили 94 голи). З 1986 року команда почала представляти колектив шахти ім. Героїв космосу ПО «Павлоградвугілля», отримавши нову назву — «Шахтар». Також був й перейменованний стадіон у парку ім. 1-го Травня, який і далі був її домашньою ареною. Розгубивши багатьох гравців, команда не змогла на рівних грати із суперниками, через це вона займала місця в середині та наприкінці турнірної таблиці. Павлоградці були небагатьма ще з радянських команд, яким вдалося побувати на африканському континенті, де вони успішно зіграли товариські ігри. Зайнявши 12-е місце в останній першості УРСР, «Шахтар» отримав право стартувати у першому чемпіонаті незалежної України у першій лізі. У першому чемпіонаті команда виступала в одній групі з нашим «Шахтарем-2» та посіла 7-е місце (13 перемог, 4 нічиї, 9 поразок, м'ячі 46-33, 30 очок). Павлоградці по забитих м'ячах стали тоді найкращими у лізі. У другому чемпіонаті павлоградці виступили невдало. Команда посіла останнє, 22-е місце у першій лізі (6 перемог, 4 нічиї, 32 поразки, м'ячі 35-92, 16 очок) та вибула у другу лігу. Займаючи місця в нижній частині турнірної таблиці (9 місце з 14 команд, 22 з 22, 20 з 22) «Шахтар» перед другим колом сезону 1994/95 об'єднався з аматорською командою «Космос» (Павлоград) під власною назвою. У наступному сезоні команда змінила назву на «Космос» і знялася зі змагань після 11-го туру, припинивши свої виступи. Деякі гравці пішли в інші футбольні клуби, а деякі гравці перейшли до футбольного клубу «Гірник», який за радянських часів, як і «Космос», до об'єднання з «Шахтарем» виступав на аматорському рівні. У 1992 році команда здобула Кубок області, що дало їй право виступити у розіграші Кубка України. У цьому турнірі павлоградці не змогли пройти перший раунд, поступившись кіровоградській «Зірці» 0:3. У сезоні 1997/98 «Гірник» взяв участь у першості України серед команд другої ліги. Зайнявши підсумкове 15-е місце, павлоградська команда мала відстоювати своє місце в другій лізі в суперництві з «Шахтарем» (Горлівка). Поступившись у першому поєдинку 1:2, «Гірник» відмовився від участі у другому матчі та втратив місце у другій лізі.
Потім у Павлограді майже 20 років не було професійного активного українського футболу, окрім товариських першостей та першостей міста та області серед шахтарів та державних служб, а також футболу дитячо-юнацької футбольної ліги. У квітні 2018 року, у місті утворилися дві професійні команди — це футбольний клуб «Atrium», та футбольний клуб «Павлоград».
Футбольний клуб «Atrium» було створено за ініціативою Генерального Директора дорожньо-будівельної компанії ТОВ «Євробуд Плюс» Карена Антонян 26 квітня 2018 року. Першим тренером ФК «Atrium» з 26.04.2018 по 30.09.2019 став Костянтин Вікторович Боженар — колишній гравець Павлоградського «Шахтаря» та «Космосу» Кіровоградської «Зірки», Павлоградського «Гірника». У «Атріумі» також грали два його сини, Данило та Кирило, теж професійні футболісти. Другим тренером з 01.10.2019 до 02.11.2019 став Іван Андрійович Тарасов — гравець «Атріуму», колишній гравець ФК «Дніпро», 
Зачепилівського «Колоса», Шевченківського «ВПК-Агро». Наприкінці 2018 року футбольний клуб завоював І місце у Першій Лізі Чемпіонату Дніпропетровської області з футболу, після чого вийшов у Суперлігу Чемпіонату Дніпропетровської області. У 2019 році посів друге місце у Суперлізі Чемпіонату Дніпропетровської області, і став переможцем Кубка Дніпропетровської області, завоювавши новий престижний футбольний трофей — «Кубок Дніпропетровської області 2019». 6 листопада 2019 року через відсутність головного тренера футбольний клуб «Атріум» припинив свою роботу.
Футбольний клуб «Павлоград» створено за рахунок місцевого бюджету 24.04.2018 року. Тренером став Андрій Степанович Ілляшов — колишній гравець Запорізького «Металурга», Дніпродзержинської «Сталі», Чернігівської «Десни», Криворізького «Гірника», Зачепилівського «Колоса». Наприкінці 2018 року футбольний клуб виборов ІІІ місце у Першій Лізі Чемпіонату Дніпропетровської області, після чого вийшов у Суперлігу Чемпіонату Дніпропетровської області. У 2019 році став півфіналістом Кубка Дніпропетровської області з футболу та посів VI місце у Суперлізі Чемпіонату Дніпропетровської області.

### Хокей
У Павлограді з 2009 року існує аматорська хокейна команда — «Павлоград».
У 2016 році хокейний клуб «Павлоград» разом із міським головою відкрив у дворі ФСК ім. Шкуренко Павлоградську міську ковзанку, що тимчасово знаходиться без спеціального накриття, через що працює не на постійній основі.

### Спортивні секції
Бокс, тайський бокс, карате, ушу, дзюдо, бойовий гопак, кікбоксинг, спортивна боротьба, атлетизм (легка, важка атлетика), воркаут, художня гімнастика, спортивна гімнастика, спортивно бальні танці, спортивно акробатичний рок-н-ролл, шейпінг, баскетбол, футбол, волейбол, спорт із собаками, інваспорт, плавання, бадмінтон, гандбол, шашки, шахи.

## Охорона здоров'я
Здоров'ям жителів піклуються медичні установи: 2 міські лікарні, міський пологовий будинок, міжрайонний туберкульозний диспансер, міжрайонний наркологічний диспансер, станція швидкої допомоги.
- КЗ «Павлоградська міська лікарня № 1» — Обслуговує населення — 54 300 чол. Згідно з державною акредитацією 2009 року лікарня має другу категорію, у 2010 році комісією ВООЗ акредитована як «Лікарня доброзичлива до дитини», лабораторії мають найвищу ступень акредитації.
- «Павлоградська міська лікарня № 4» — Згідно з державною акредитацією 2009 року має вищу категорію, у 2010 році комісією ВООЗ акредитована як «Лікарня доброзичлива до дитини», лабораторії мають найвищу ступень акредитації.
- Спеціалізована медико-санітарна частина № 7 — Згідно з державною акредитацією 2008 року має вищу категорію, у 2010 році комісією ВООЗ акредитована як «Лікарня доброзичлива до дитини», лабораторії мають найвищу ступень акредитації.
- Спеціалізована медико-санітарна частина № 15. — Згідно з державною акредитацією має першу категорію, у 2010 році комісією ВООЗ акредитована як «Лікарня доброзичлива до дитини», має акредитовану лабораторію.
- КЗ «Павлоградський пологовий будинок» — Згідно з державною акредитацією 2010 року має вищу категорію. Протягом семи років пологовий будинок носить звання «Лікарні доброзичливої до дитини». Лабораторія має найвищу ступень акредитації.
- КЗ «Павлоградська станція швидкої медичної допомоги» — Обслуговує населення — 77 063 чол. Згідно з державною акредитацією 2009 року має першу категорію.
- КЗ «Павлоградський протитуберкульозний диспансер» — Згідно з державною акредитацією має вищу категорію. Лабораторія має найвищу ступень акредитації.
- КЗ «Павлоградська стоматологічна поліклініка»
- Центр здоров'я — згідно з державною акредитацією 2008 року має першу категорію. Центр проводить санітарно-просвітницьку роботу та пропаганду здорового способу життя.

## Засоби масової інформації

### Друковані
У Павлограді на початок 2000-x років друкувалося більше 20 газет і журналів. Серед суспільно-політичних видань відомі газети «Західний Донбас», «ТН-Экспресс», «Вісник Шахтаря», «Информ-Альтернатива», тижневик «Спутник телезрителя», рекламно-інформаційне видання «Бесплатные объявления». На 2021 рік видаються «ТН-Экспресс», «Вісник шахтаря», «Голос шахтаря», «Лава», «Бесплатные объявления». Працюють інформаційні портали міських новин.

### Телебачення
За СРСР транслювалися 2 програми телебачення — союзна і республіканська та на область (на останній матеріали передавались українською та російською мовами).
У 1991 році запрацював місцевий телеканал «Павлоградське незалежне телебачення».
Наприкінці 2000-х років діяли 2 павлоградські місцеві телеканали:
- «А-студія»; (припинив роботу станом у 2017 році);
- «Павлоградська телерадіокомпанія».

### FM-радіостанції
| №п/п | Частота, МГц | Назва                                       | Потужність | Адреса вежі           | Передавач              |
| ---- | ------------ | ------------------------------------------- | ---------- | --------------------- | ---------------------- |
| 1    | 90,3         | Павлоградська телерадіокомпанія             | 0,5        | вул. Харківська, 17-А | ДФКРРТ                 |
| 2    | 91,1         | Прямий FM                                   | 0,1        | вул. Харківська, 17-А | ДФКРРТ                 |
| 3    | 93,6         | «DJFM»                                      | 0,25       | вул. Соборна, 95      |                        |
| 4    | 100,2        | «Країна ФМ»                                 | 0,1        | вул. Харківська, 17-А | ДФКРРТ                 |
| 5    | 100,9        | «Радіо Промінь»                             | 0,5        | вул. Харківська, 17-А | ДФКРРТ                 |
| 6    | 102,2        | Шлягер FM                                   | 0,2        | вул. Харківська, 17-А | ДФКРРТ                 |
| 7    | 103,8        | «Хіт FM»                                    | 0,2        | вул. Центральна, 98   | Райдержадміністрація   |
| 8    | 104,2        | Українське радіо / Українське радіо. Дніпро | 0,1        | вул. Харківська, 17-А | ДФКРРТ                 |
| 9    | 106,1        | «Армія FM»                                  | 0,2        | вул. Центральна, 98   | Райдержадміністрація   |
| 10   | 107,1        | Радіо Культура                              | 0,5        | вул. Харківська, 17-А | ДФКРРТ                 |
| 11   | 107,9        | Радіо «Мегаполіс»                           | 0,5        |                       | шахта «Героїв Космосу» |

### УКХ-радіостанції
| №п/п | Частота, МГц | Назва             | Потужність | Адреса вежі               | Передавач |
| ---- | ------------ | ----------------- | ---------- | ------------------------- | --------- |
| 1    | 73,88        | Радіо «Мегаполіс» | 0,2        | вул. Дніпровська, 416-А/1 |           |

## Відомі особи

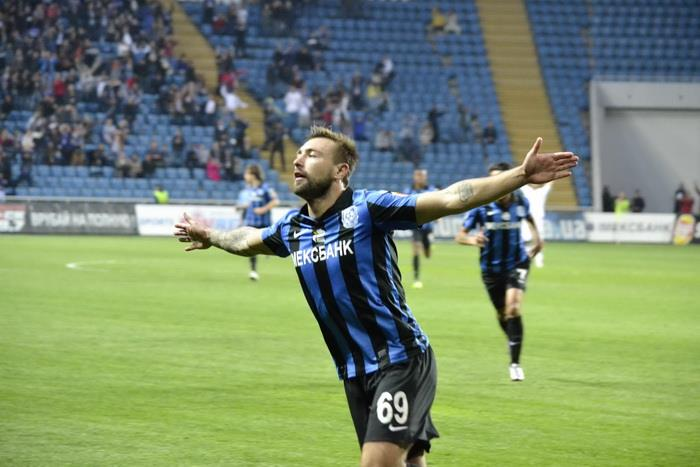
Олексій Антонов

- Антонов Олексій Геннадійович — український футболіст, нападник, колишній гравець національної збірної України.
- Борковський Григорій Максимович (1846—1890) — український драматург.
- Вільнянський Соломон Йосипович (1885—1966) — український вчений-правознавець, директор Харківського юридичного інституту (1948—1950), професор, заслужений діяч науки УРСР.
- Дебела Тетяна Володимирівна (нар. 1970) — українська легкоатлетка-бігунка з бар'єрами, майстер спорту СРСР, майстер спорту України міжнародного класу.
- Захава Борис Євгенович (1896—1976) — актор, режисер, педагог, театрознавець. Народний артист СРСР;
- Кобалевський Володимир Лукич (1892—1941) — український вчений-правознавець, доктор юридичних наук;
- Кобза Іван Іванович (1874—1928) — командир полку Дієвої армії УНР[34].
- Котін Жозеф Якович (1908—1979) — радянський конструктор важких танків і гусеничних машин спеціального призначення;
- Лащенко Сергій Сергійович — український боєць-важковаговик, який виступав у кікбоксингу, тайському боксі.
- Лео Пасвольський — американський дипломат, економіст, журналіст, доктор філософії, спеціальний помічник Держсекретаря США з економіки (1934—1964), виконавчий директор післявоєнної програми міністерства закордонних справ та справ безпеки США, автор Статуту ООН.
- Навроцький Анатолій Павлович (1940—2022) — український музикант, хормейстер, педагог, головний хормейстер Національного академічного драматичного театру імені Івана Франка.
- Пироженко Петро Харитонович (1925—1997) — історик-архівіст, громадський діяч. Завідувач відділу давніх актів (1959—1964) та старший науковий співробітник (з 1960) ЦДІА УРСР у м. Львові, автор довідника Йосифінських та Францисканських метрик.
- Поляков Олег Вікторович (нар. 1971) — український письменник, критик, журналіст.
- Савченко Григорій Олексійович (1886 — ?) — підполковник Армії УНР.
- Сапожніков Леонід Михайлович (1906—1970) — радянський хімік-технолог.
- Світлична Ганна Павлівна (1939—1995) — українська поетеса.
- Синельников Кирило Дмитрович (1901—1966) — фізик, дійсний член АН УРСР (з 1948);
- Смолка Любов Мефодіївна (нар. 1952) — радянська спортсменка-легкоатлетка в бігу на 800 і 1500 метрів; майстер спорту України міжнародного класу, рекордсменка України.
- Шевченко Анатолій Олександрович (1939) — громадський діяч.
- Йосифович Юрій Романович (нар. 1985) — український співак, колишній учасник гурту «KURBASY».
- Рибальченко Олена Павлівна (1928—2023) — українська художниця в жанрі «Наївне мистецтво».

### Учасникиросійсько-української війни
- Абросімов Андрій Вікторович (1992—2014) — старший солдат Збройних сил України. Загинув від кулі снайпера під час нападу терористів на блокпост поблизу села Золотий Колодязь.
- Борисенко Андрій Юрійович (1993—2017) — сержант Збройних сил України. Загинув поблизу селища Кам'янка (Ясинуватський район) — куля снайпера влучила в голову.
- Воронін Володимир Ігорович (1987—2015) — солдат Збройних сил України. Загинув, підірвавшись на міні поблизу села Оріхово-Василівка Артемівського району під час виконання бойових завдань.
- Грицишин Віталій Зіновійович (1982—2020) — старший солдат Збройних сил України. Загинув біля Верхньоторецького внаслідок підриву на міні під час гасіння пожежі.
- Добролєта Михайло Костянтинович (1992—2017) — молодший сержант Збройних сил України. Загинув внаслідок обстрілу ротного опорного пункту — зазнав кульового поранення у сонну артерію.
- Жадан Олексій Валентинович (1983—2015) — старший солдат Збройних сил України. Загинув у бою поблизу міста Авдіївка.
- Каменєв Денис Сергійович (1989—2014) — старший солдат Збройних сил України, учасник російсько-української війни.
- Карташов Петро Сергійович (1978—2016) — капітан Збройних сил України. Загинув у промзоні Авдіївки, підірвавшись на протитанковому фугасі на військовому автомобілі ЗіЛ.
- Милосердов Володимир Олександрович (1980—2015) — сержант Збройних сил України. Загинув у бойовому зіткненні з ДРГ поміж Чермаликом та Павлопільським водосховищем.
- Сафонов Євген Миколайович (1988—2020) — солдат Збройних сил України, учасник російсько-української війни.
- Ямщиков Юрій Олександрович (1991—2015) — солдат Збройних сил України. Загинув поблизу селища Піски Ясинуватського району внаслідок обстрілів із гранатометів та стрілецької зброї.

## Галерея

Релігійні споруди
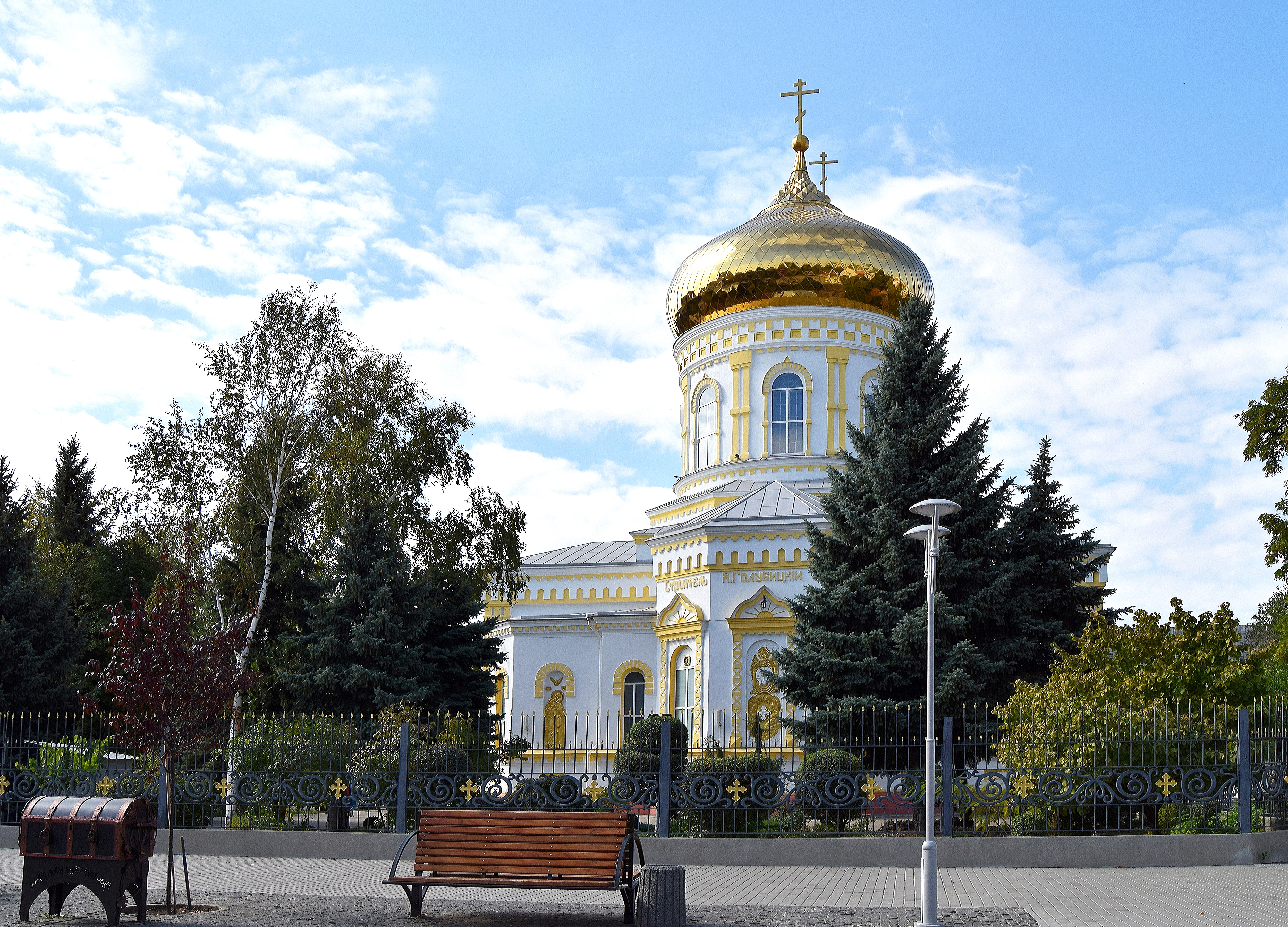
Кафедральний собор Спасо-Нерукотворного Образу
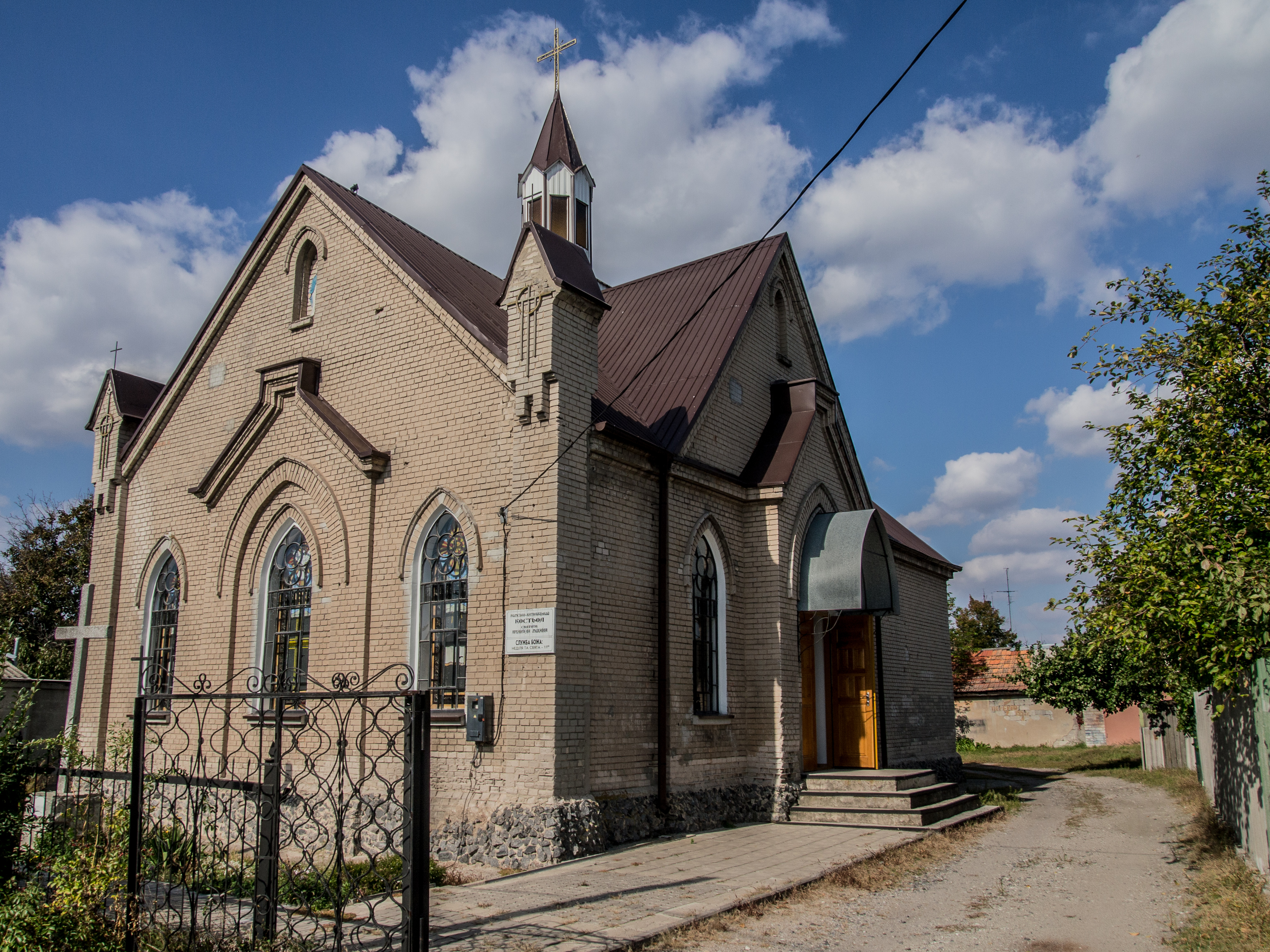
Римсько-католицький костьол Святого архангела Михаїла
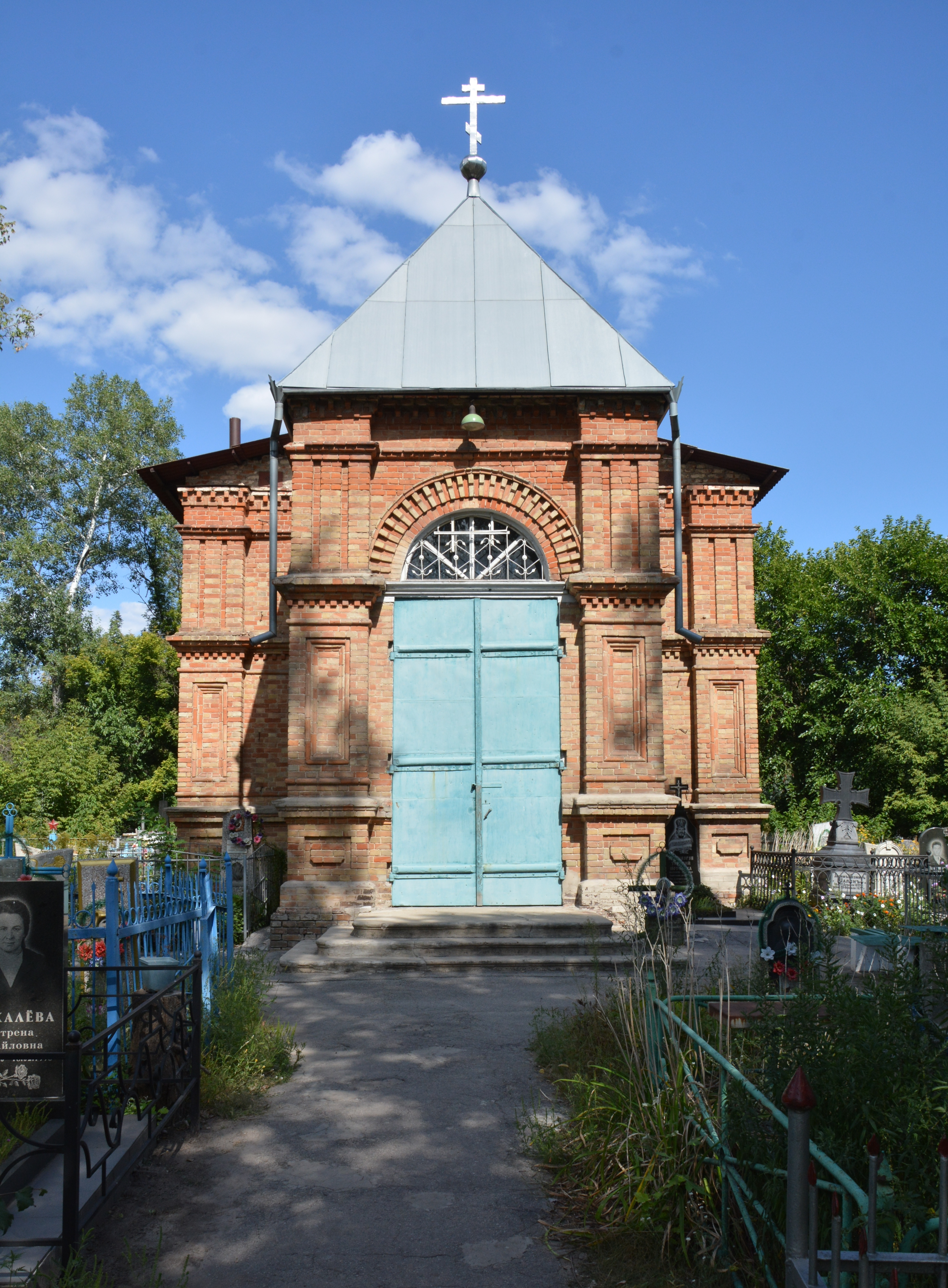
Храм ікони Божої Матері "Ненавмисна радість"
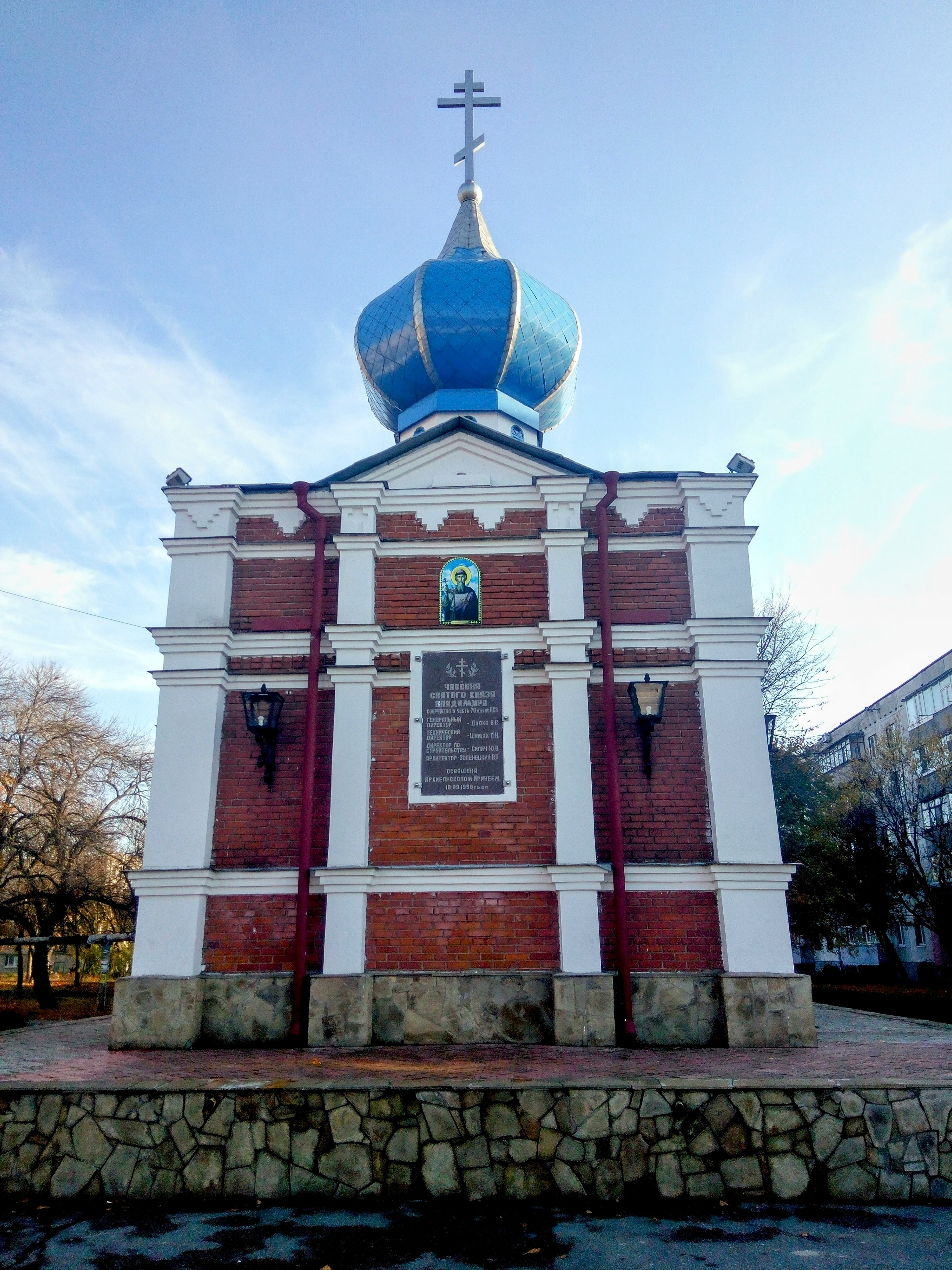
Храм Святого рівноапостольного князя Володимира Великого
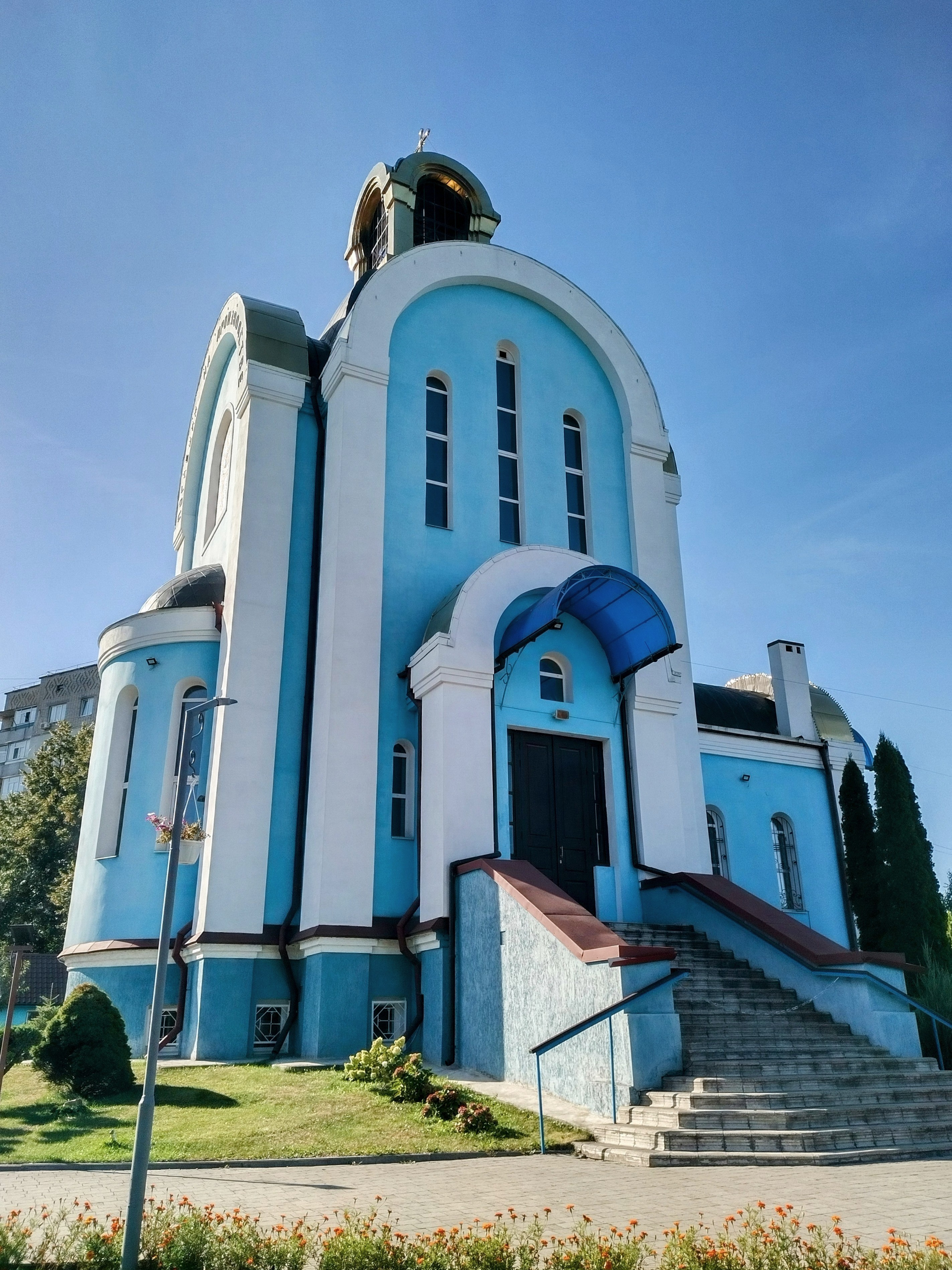
Храм Похвали Пресвятої Богородиці
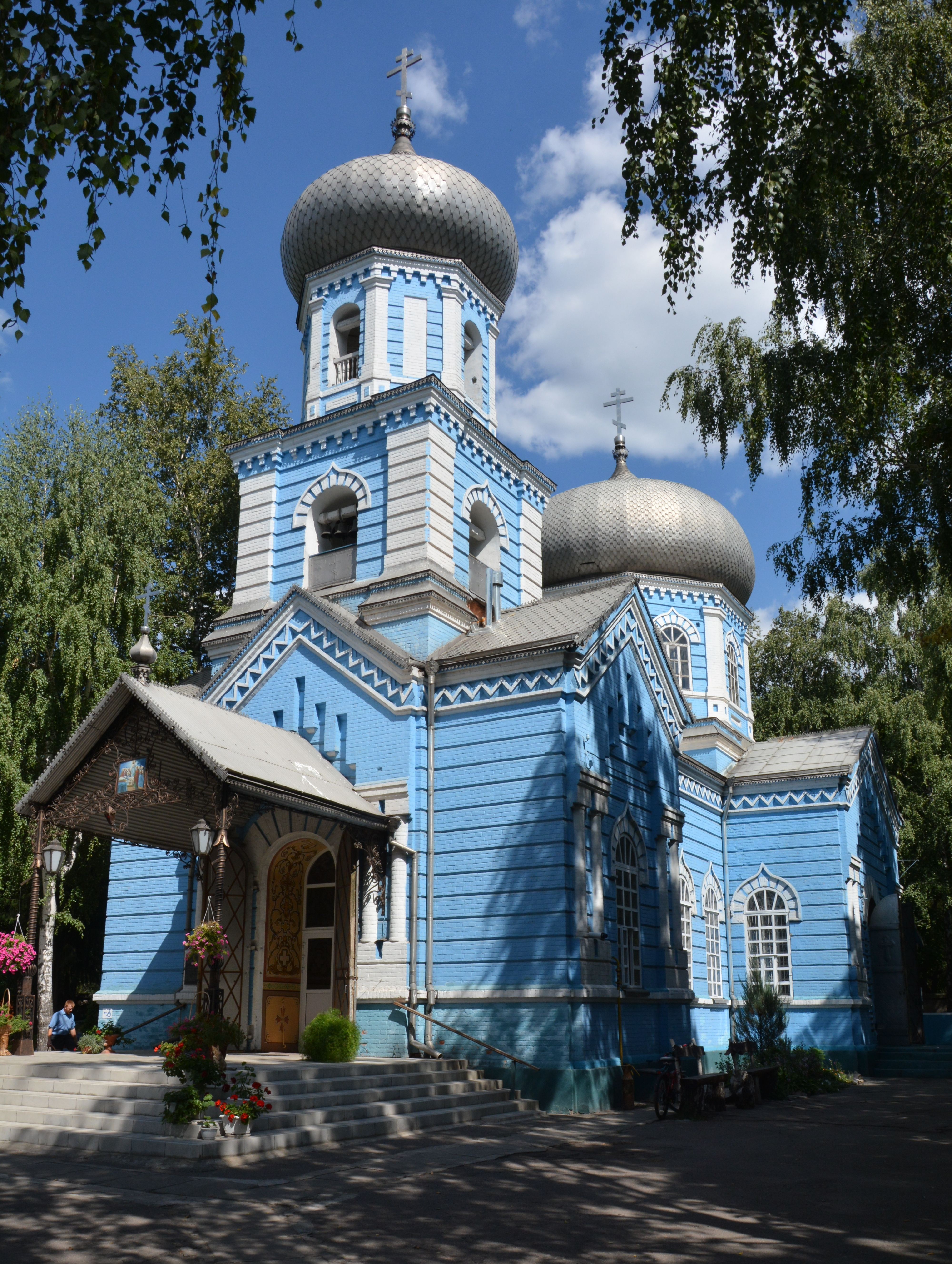
Свято-Успенський храм
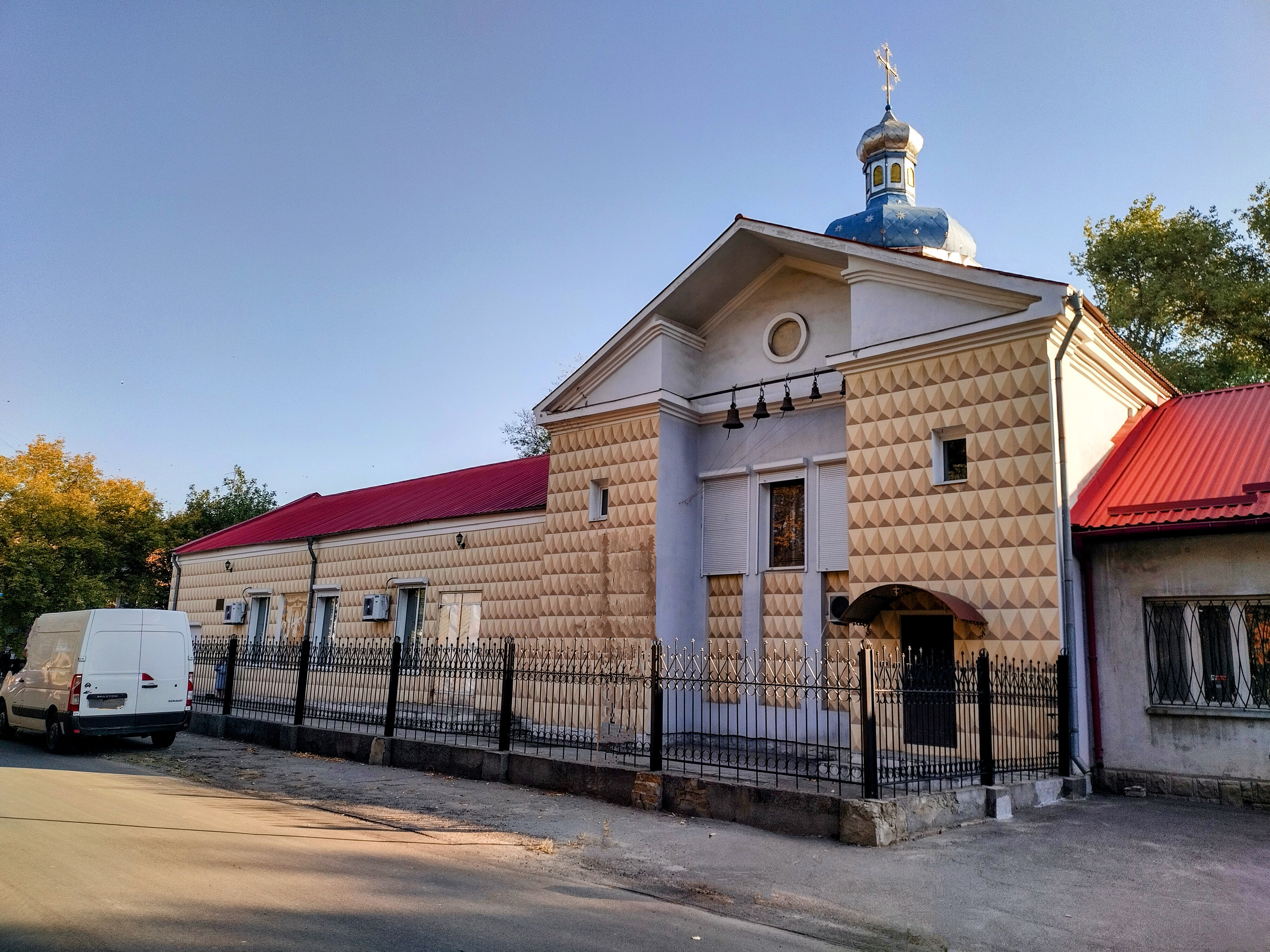
Свято-Стрітенський храм
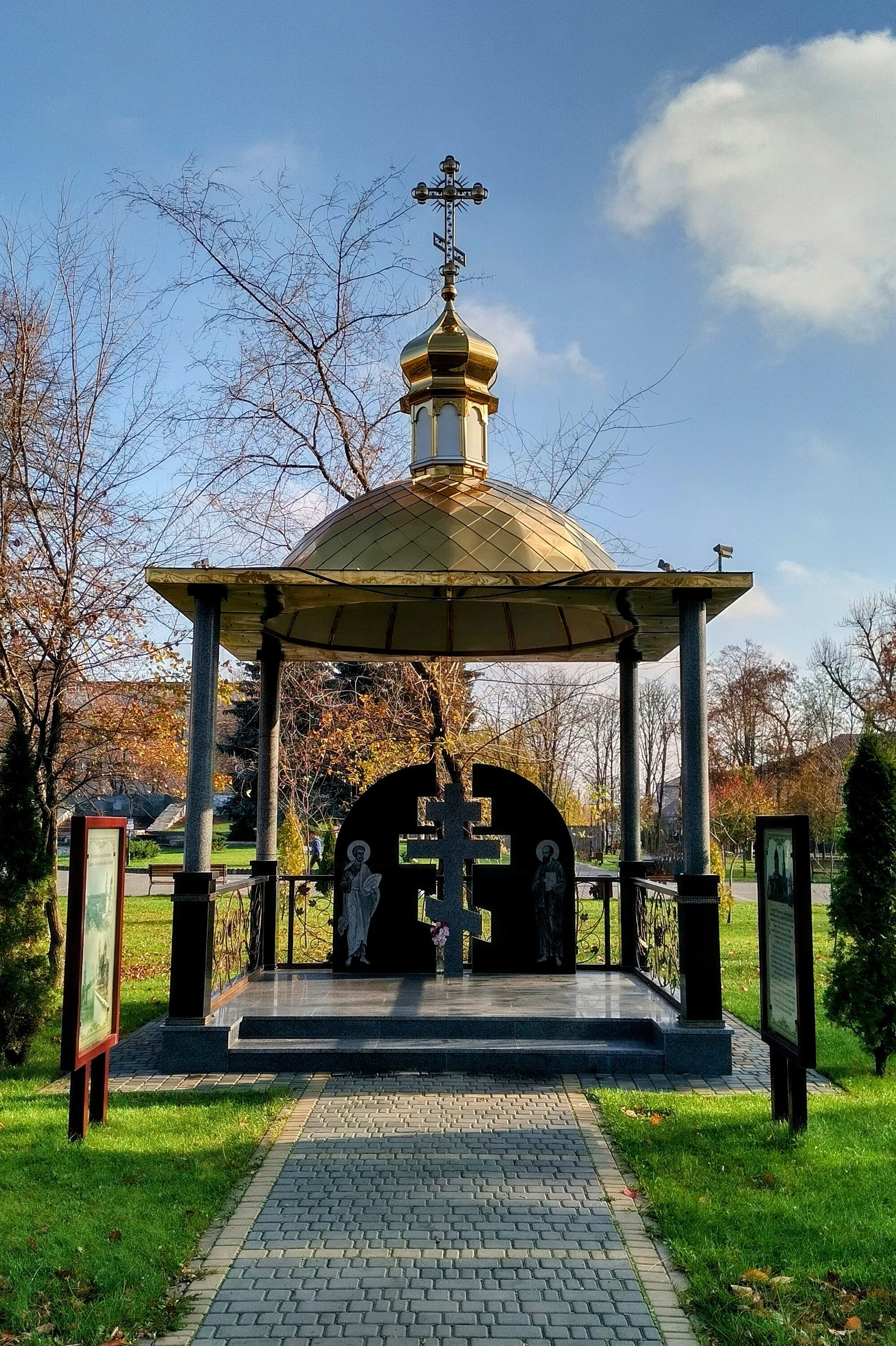
Пам'ятний знак на честь Свято-Вознесенського собору

Міська архітектура
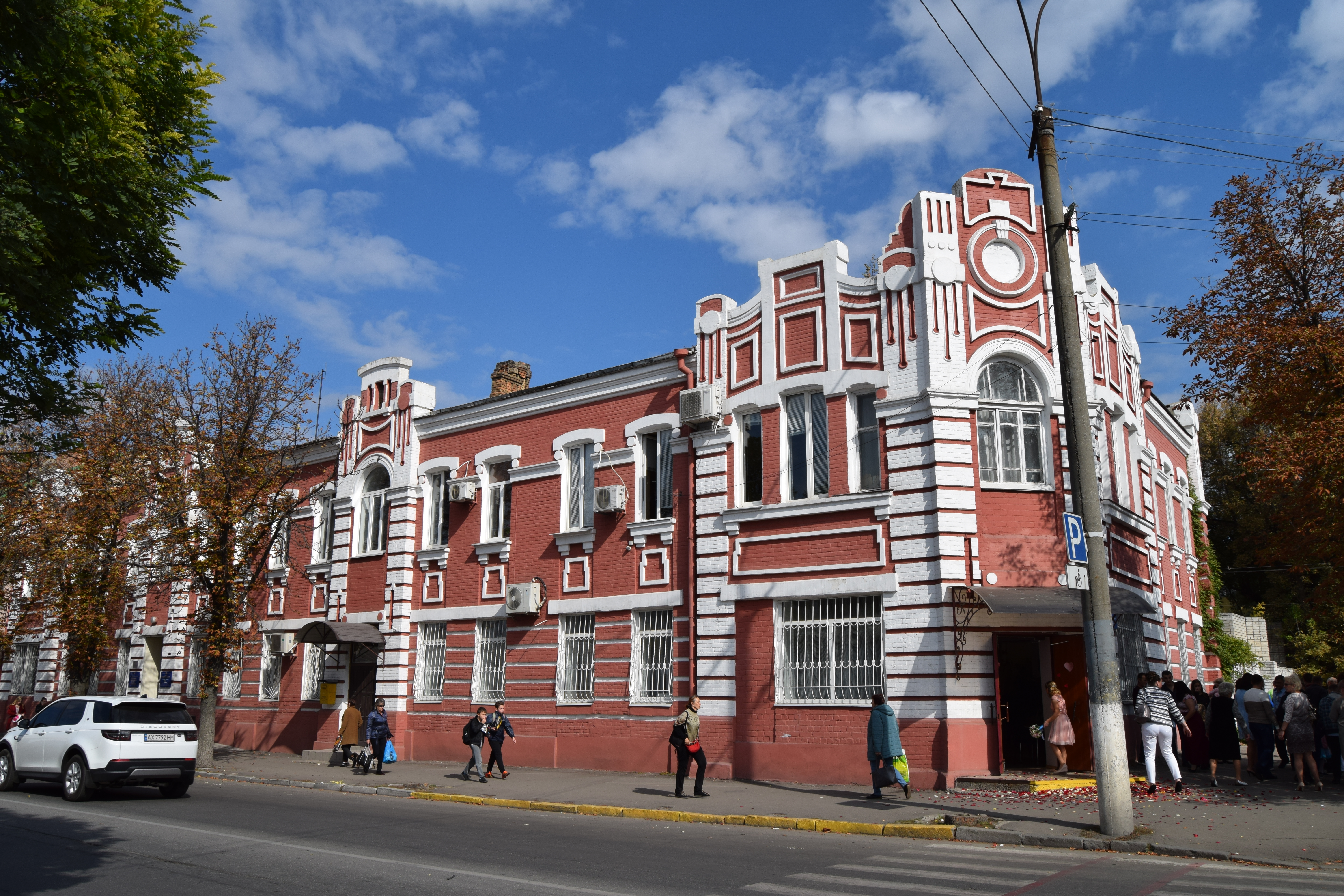
Прибутковий будинок Немкова
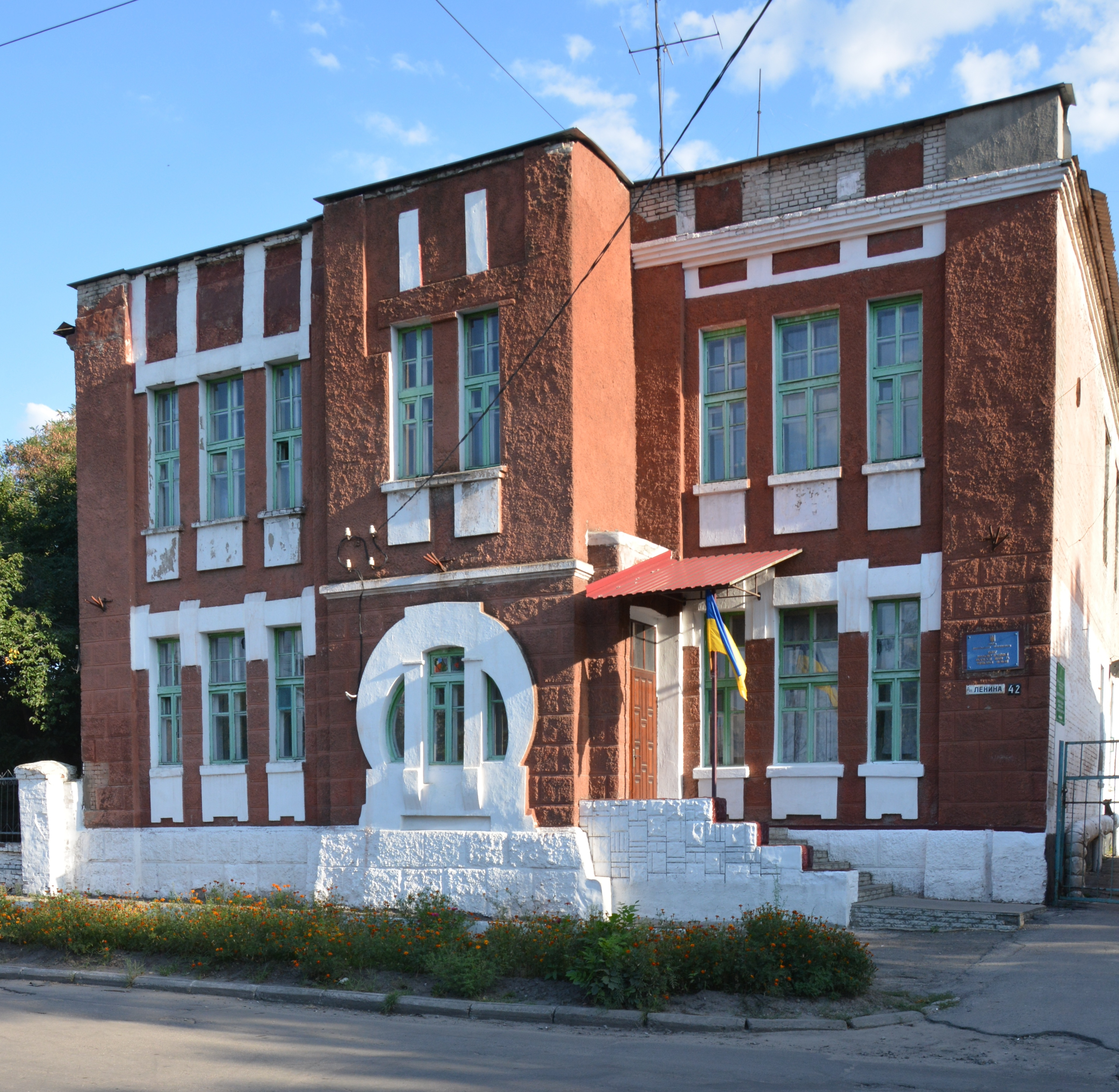
Особняк Герлейбова
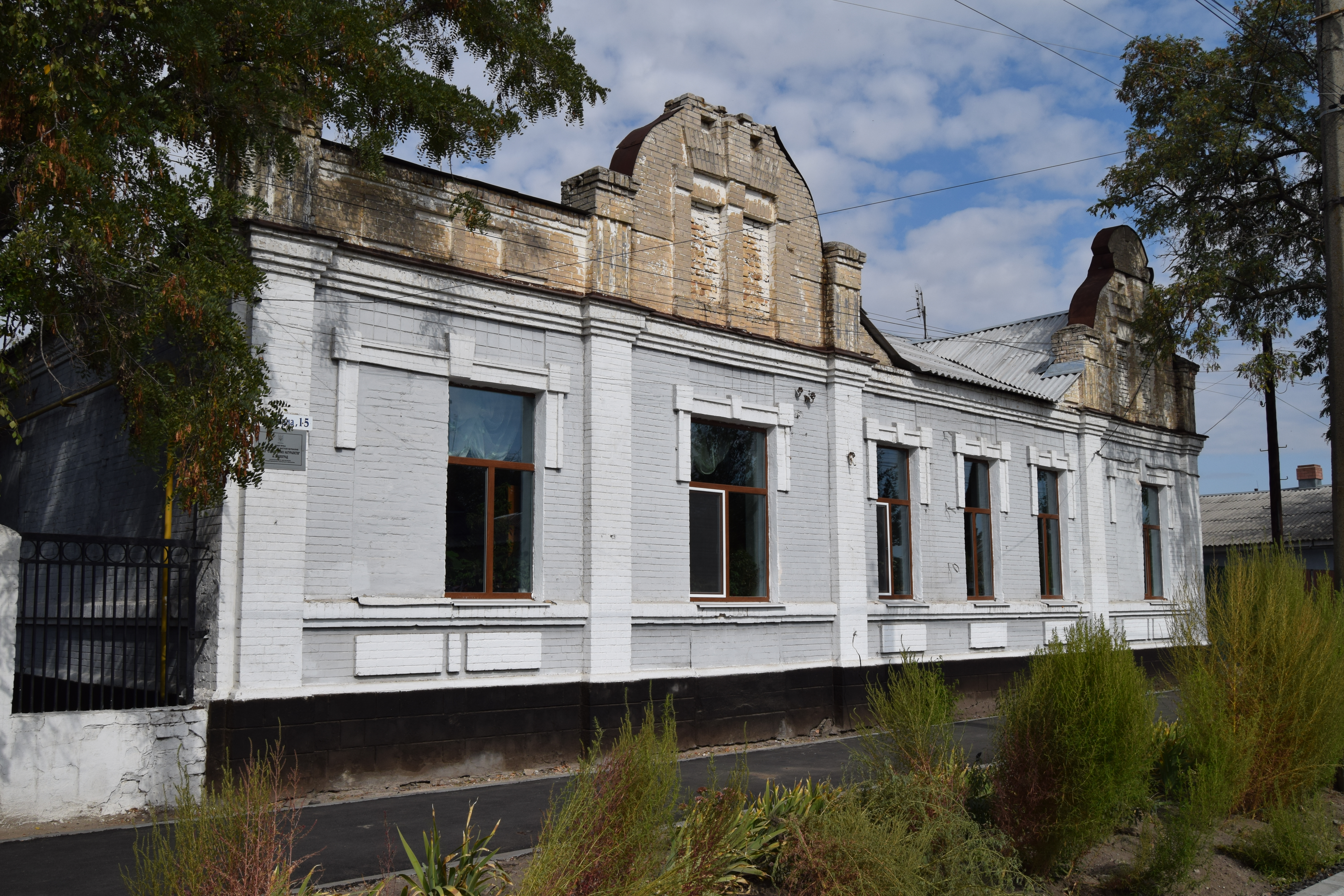
Будинок офіцера Педана
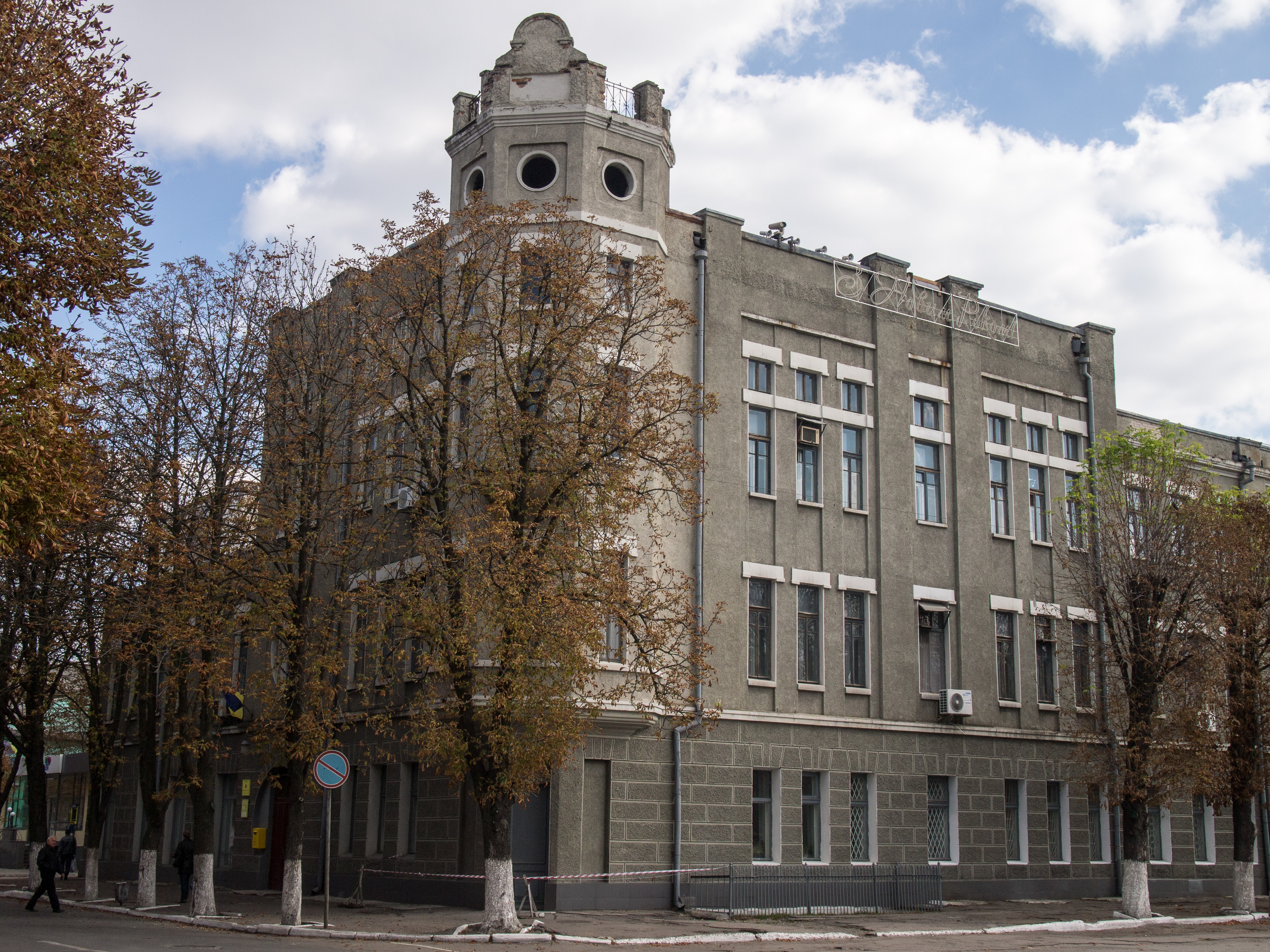
Будинок міської управи
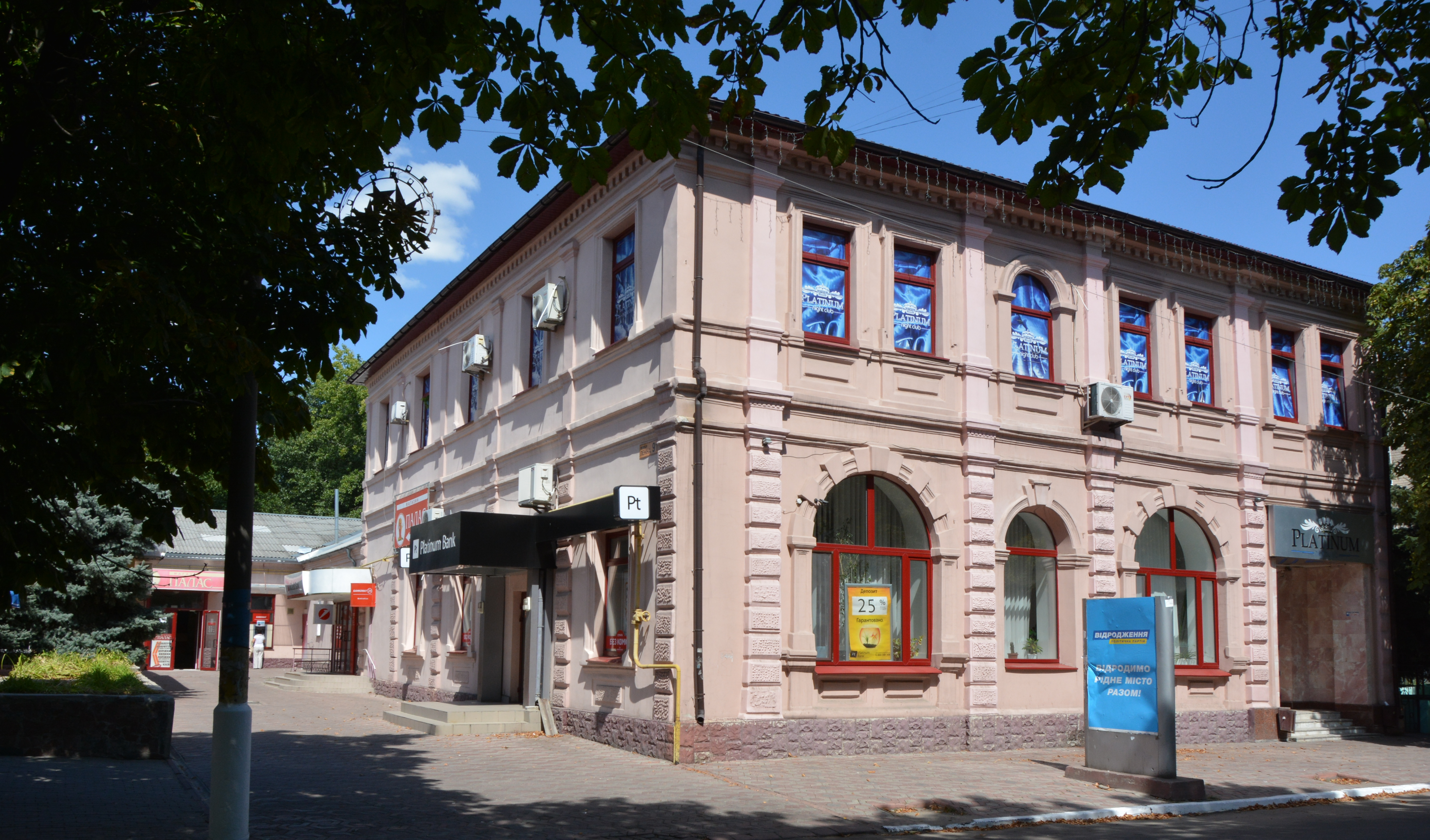
Прибутковий будинок з крамницею, гімназійна церква

Меморіали та пам'ятні знаки
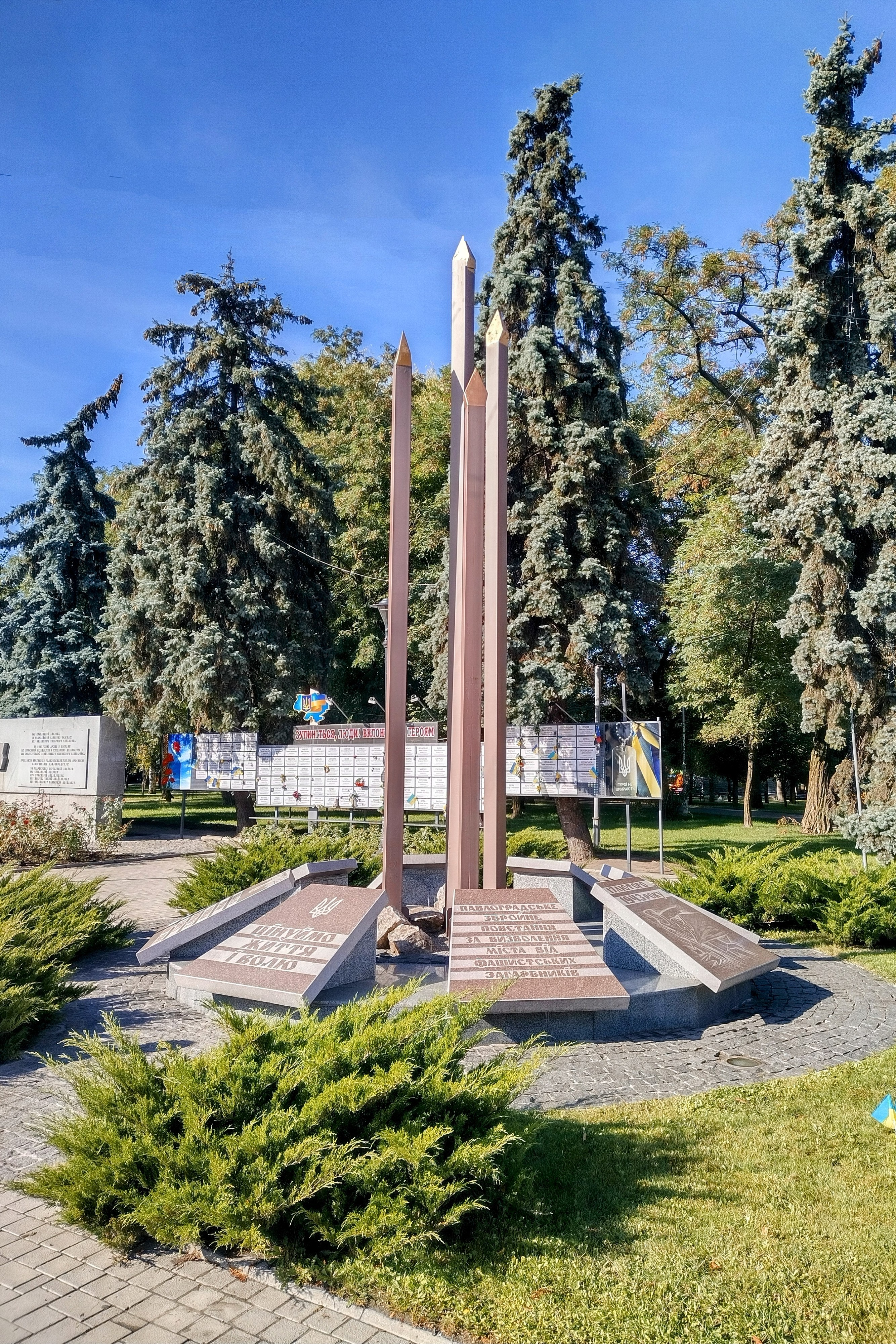
Меморіал "Борцям за волю України"
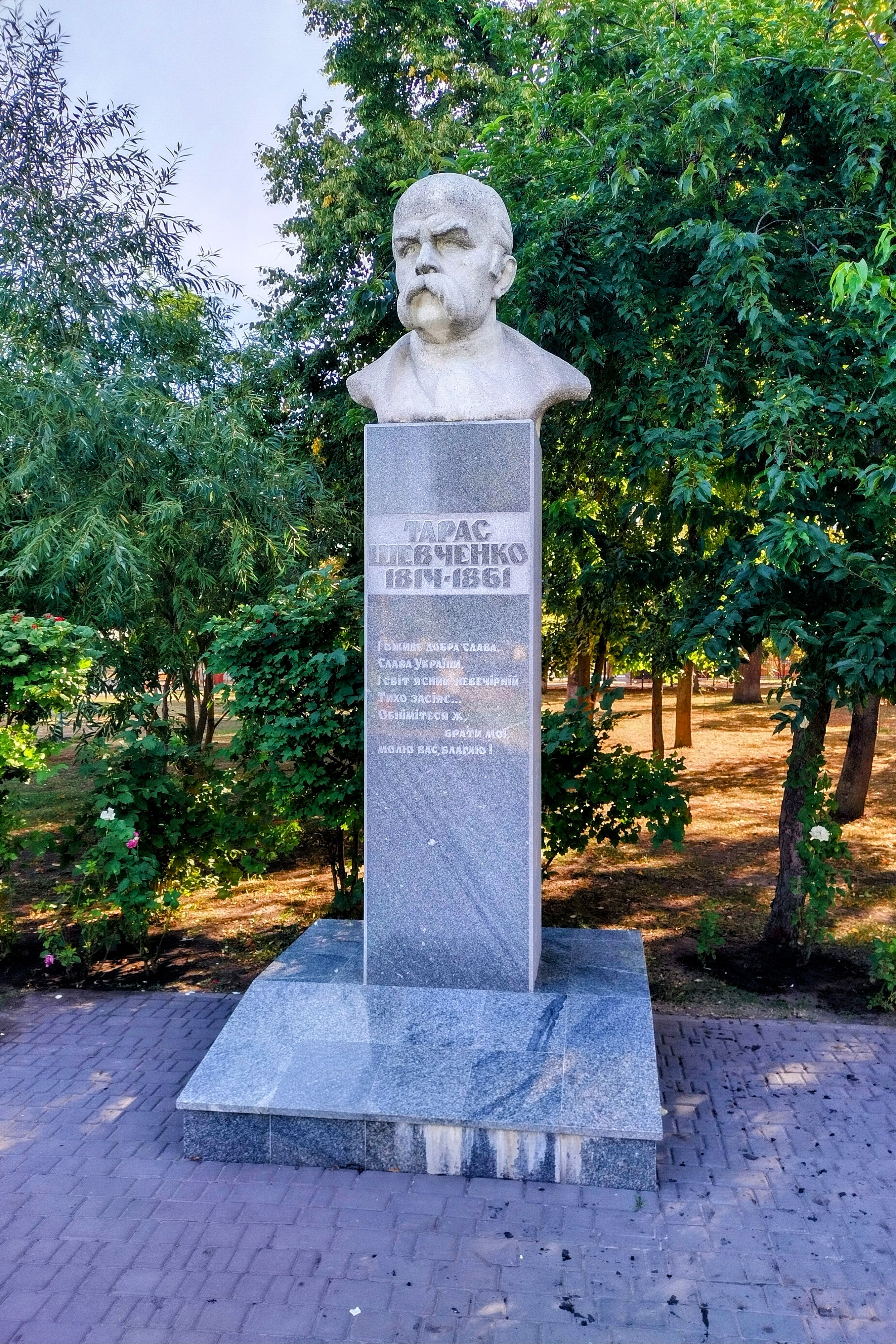
Погруддя Тарасу Шевченку
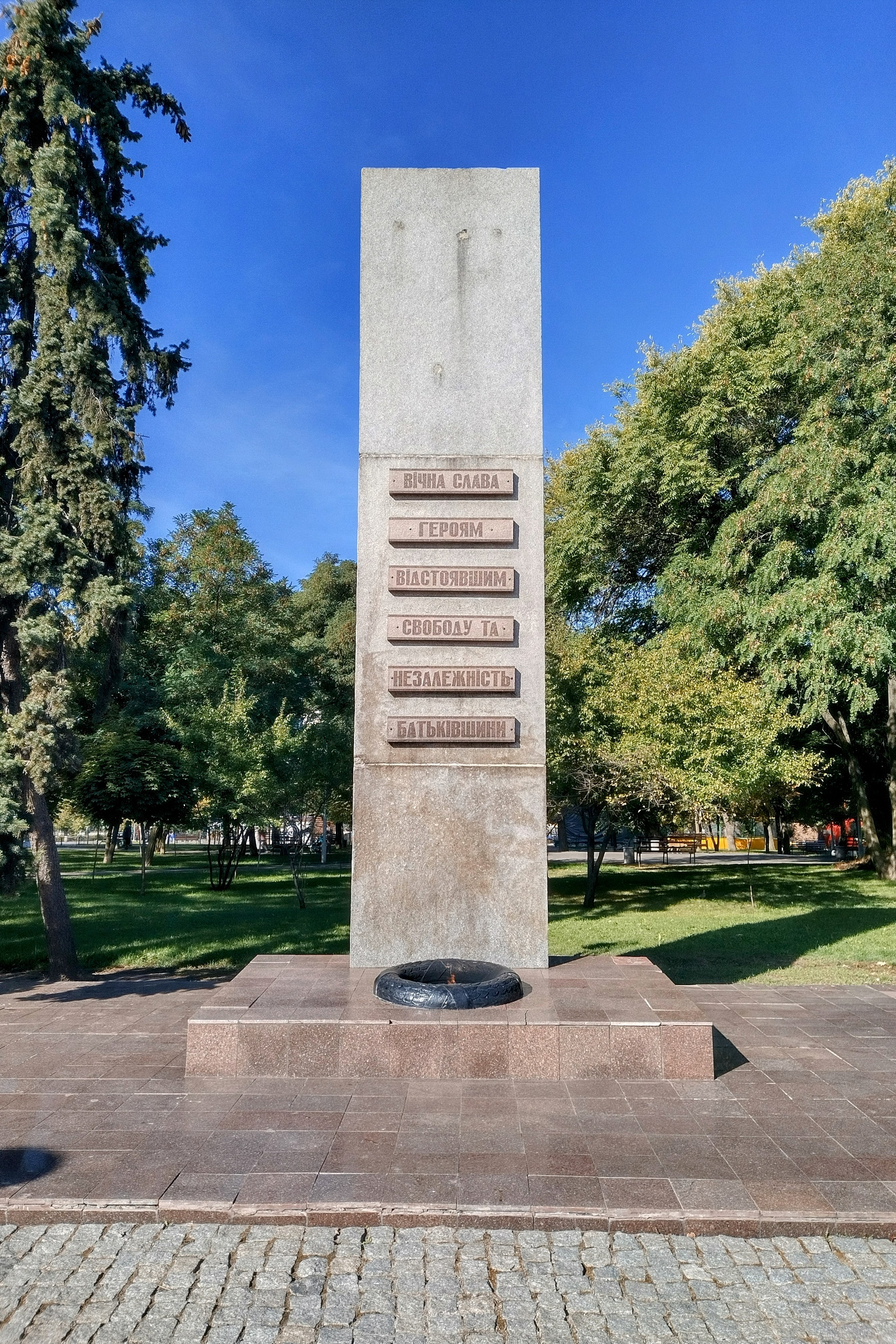
Військовий меморіал
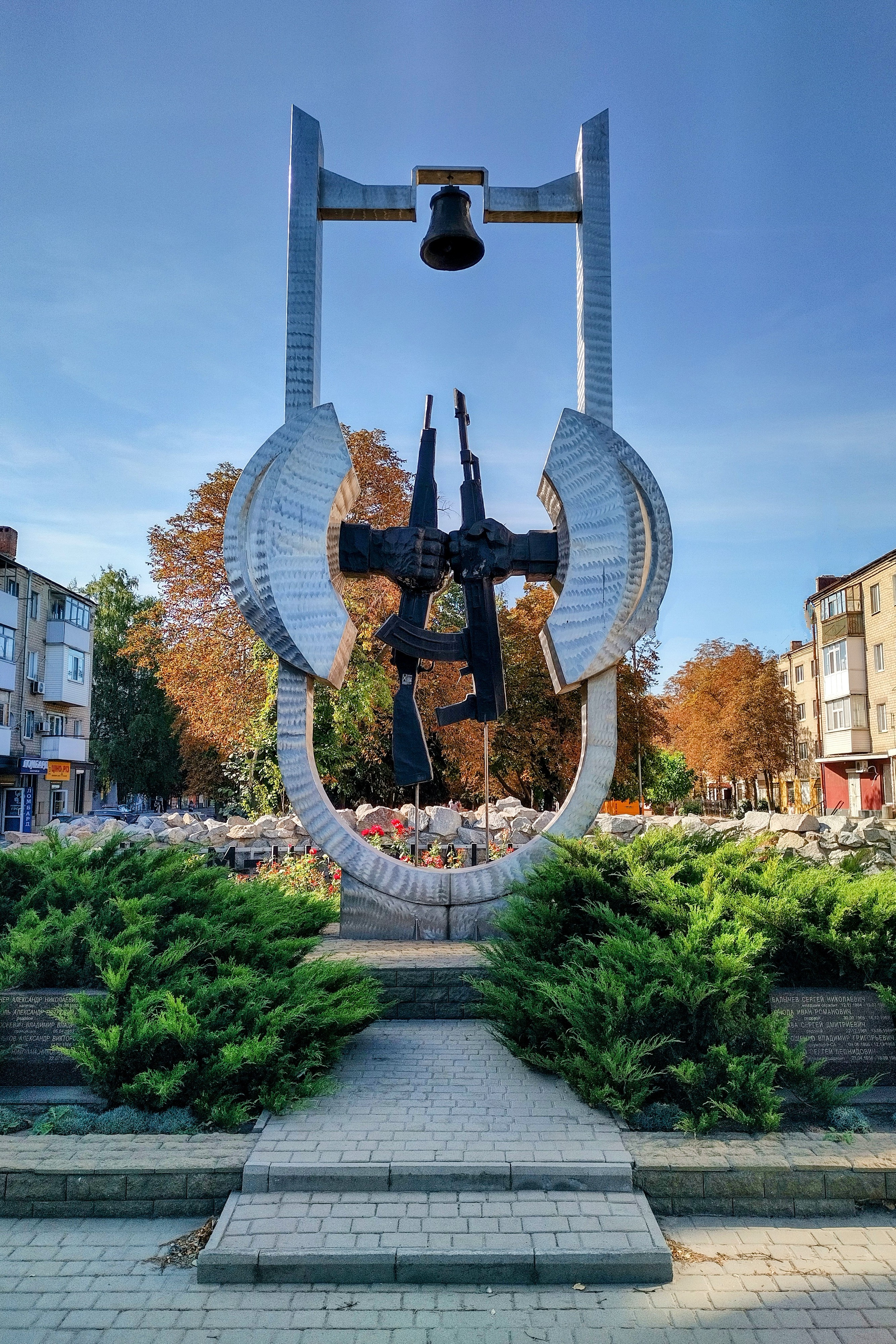
Пам'ятник воїнам-інтернаціоналістам
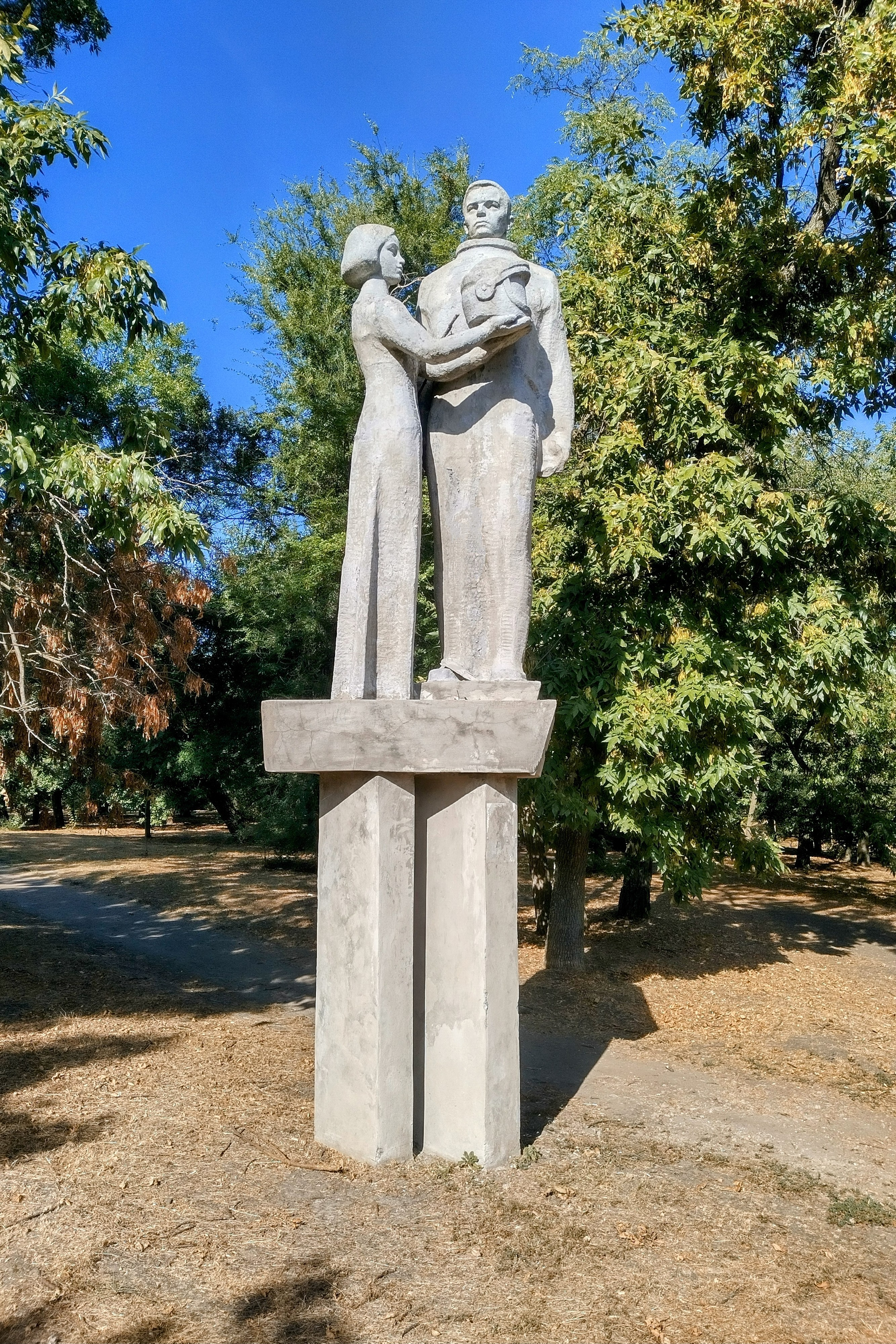
Пам'ятник Ю.О.Гагаріну
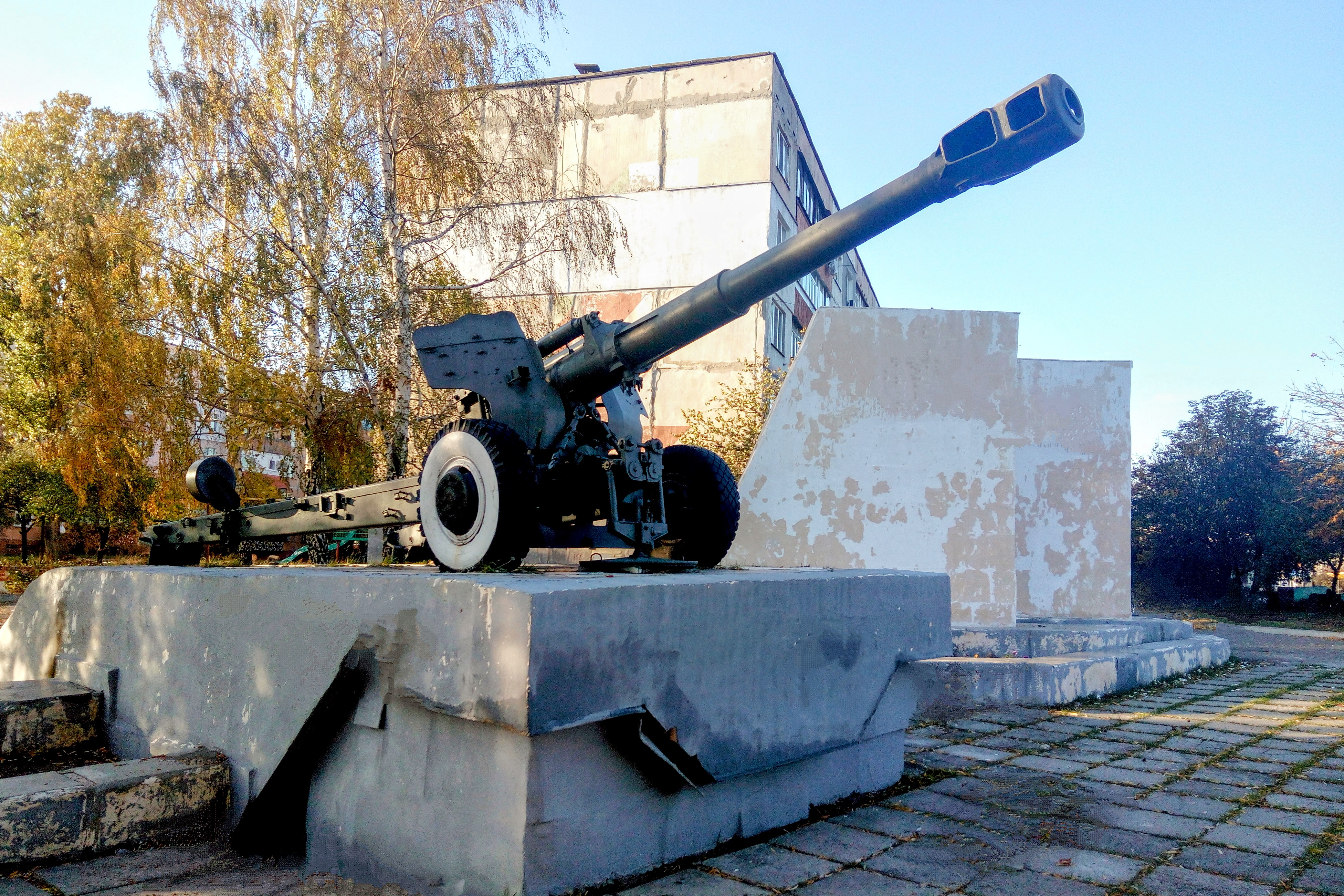
Меморіал "Гармата Д-44"
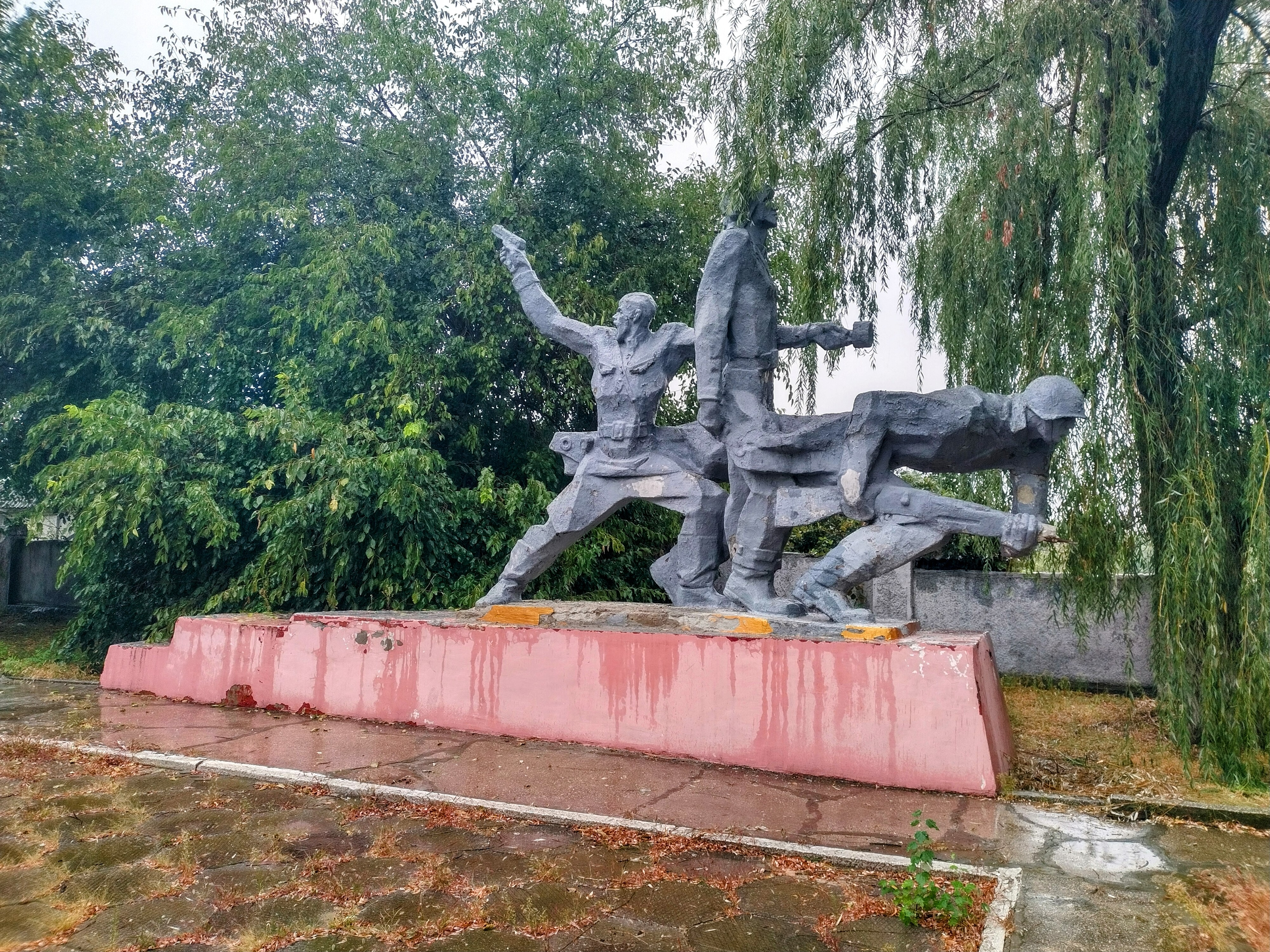
Меморіал радянським солдатам (Підварки)
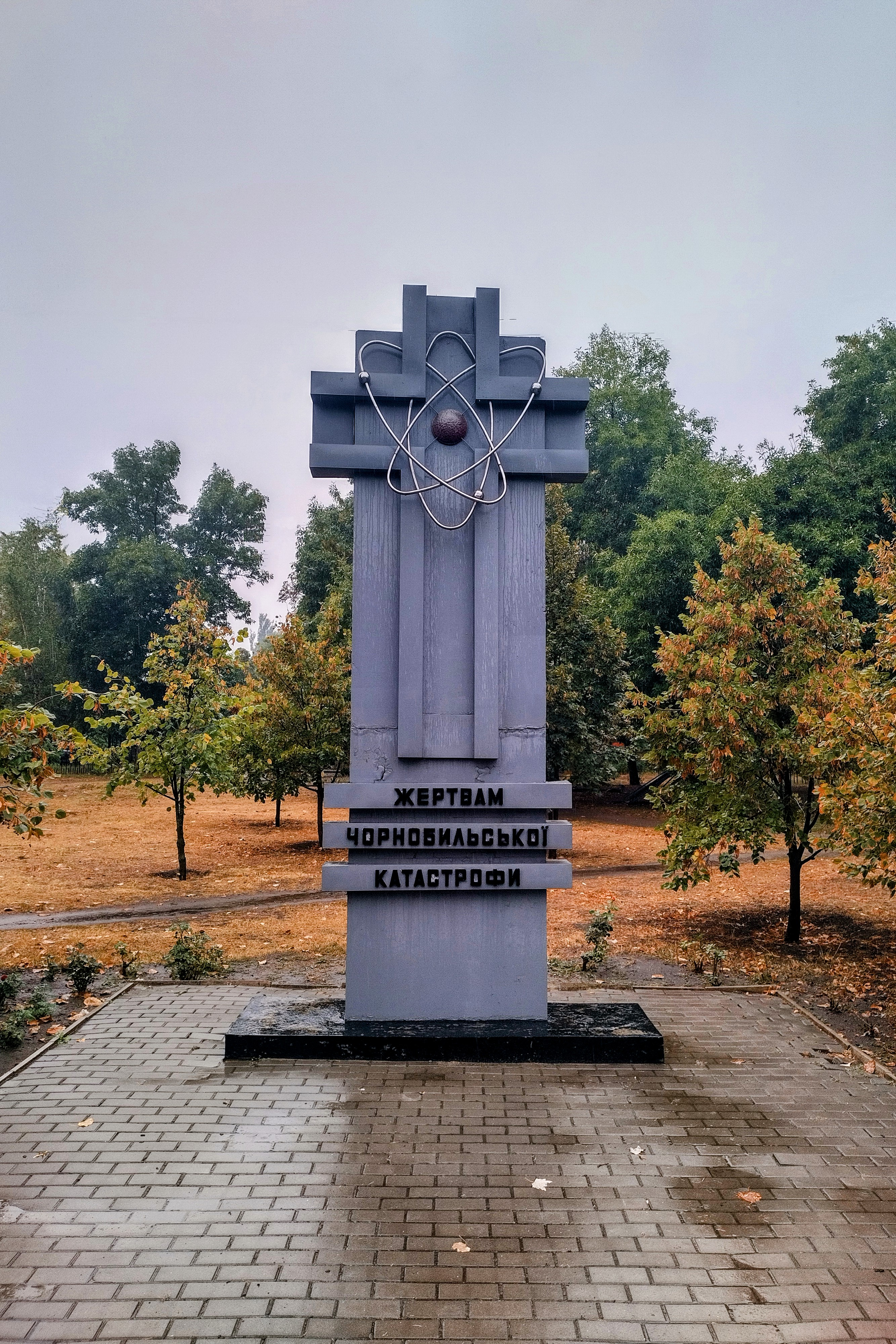
Пам'ятник жертвам Чорнобильської катастрофи
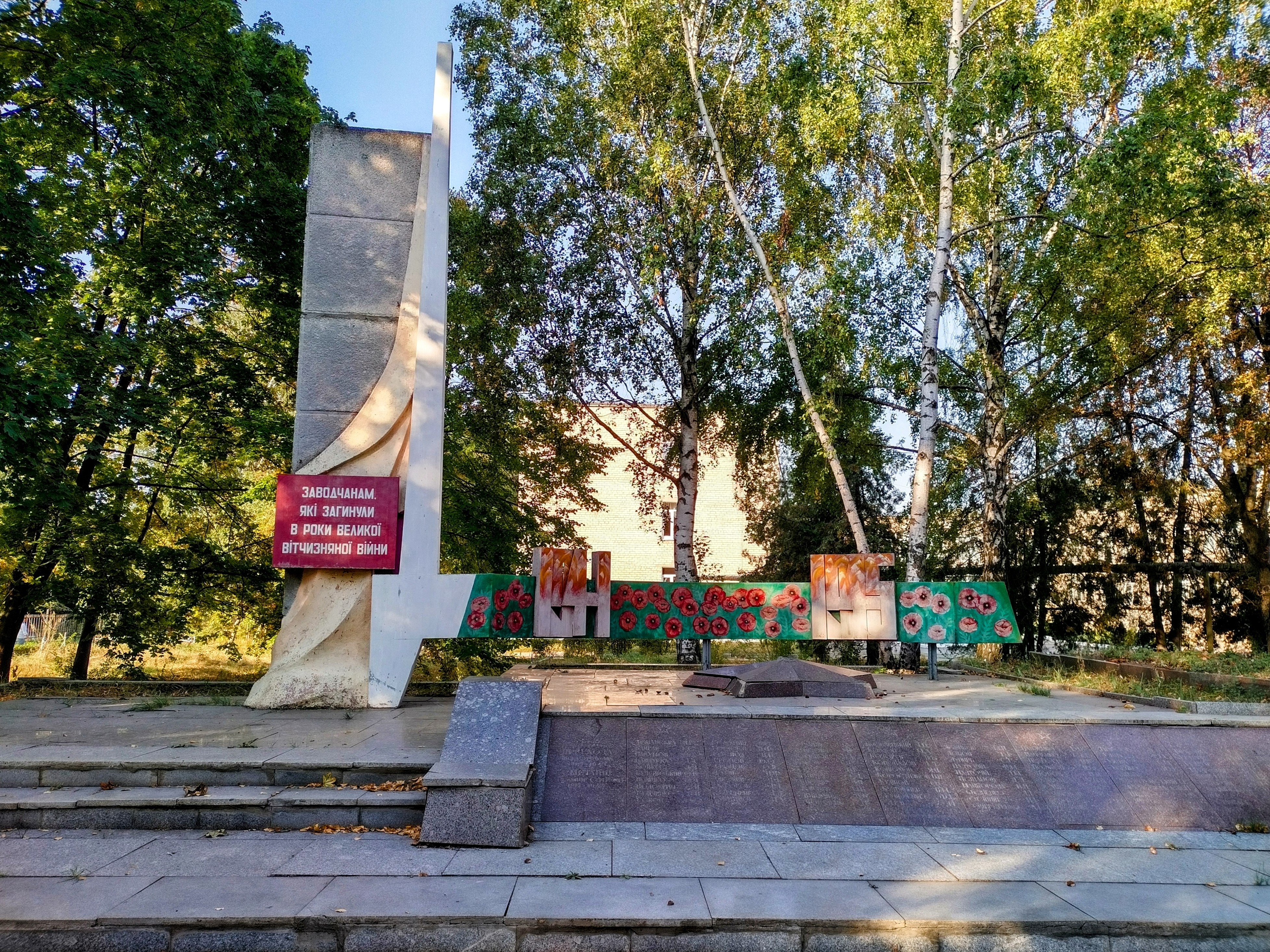
Пам'ятник заводчанам ПМЗ, які загинули у Другій світовій війні
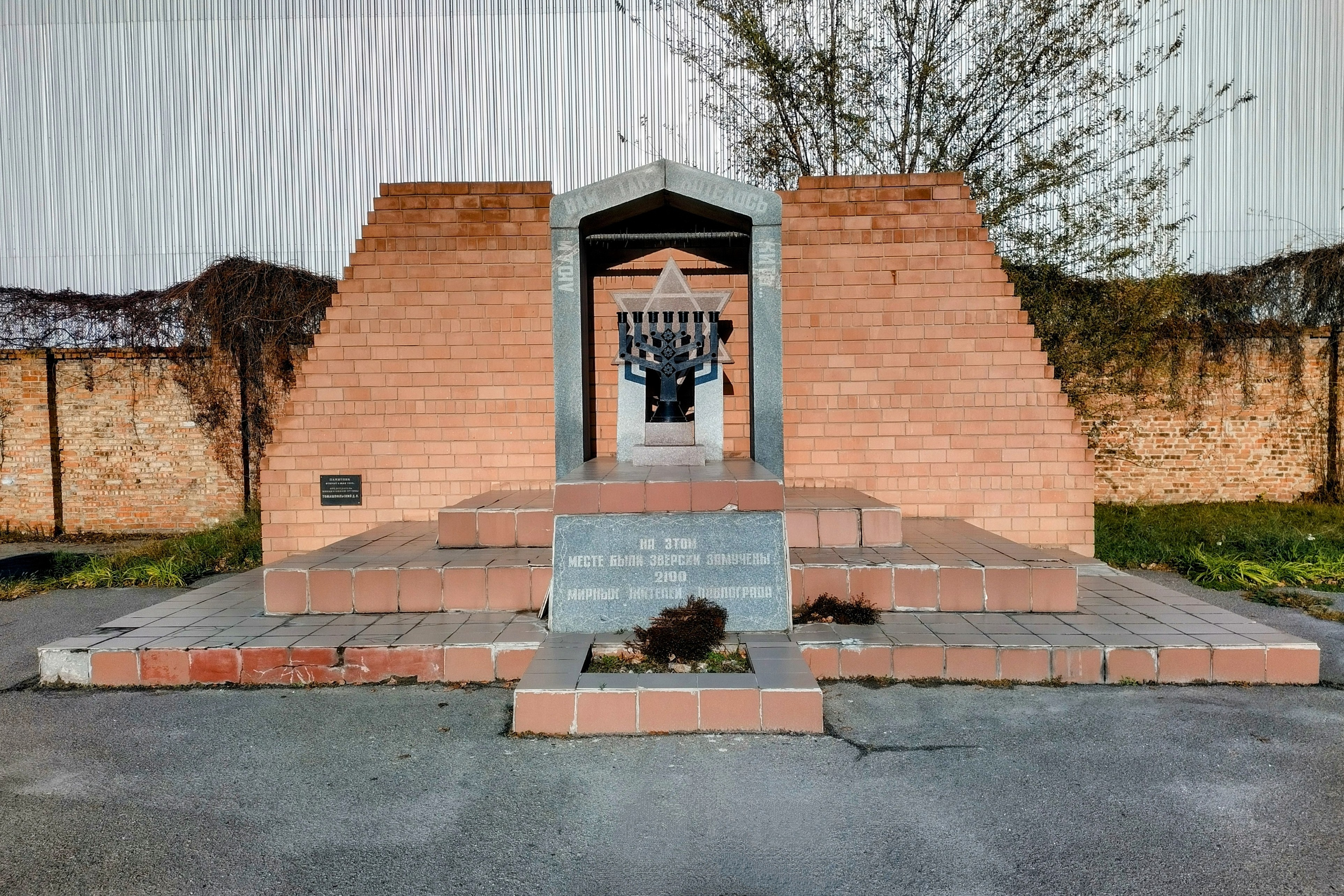
Пам'ятний знак розстріляним євреям
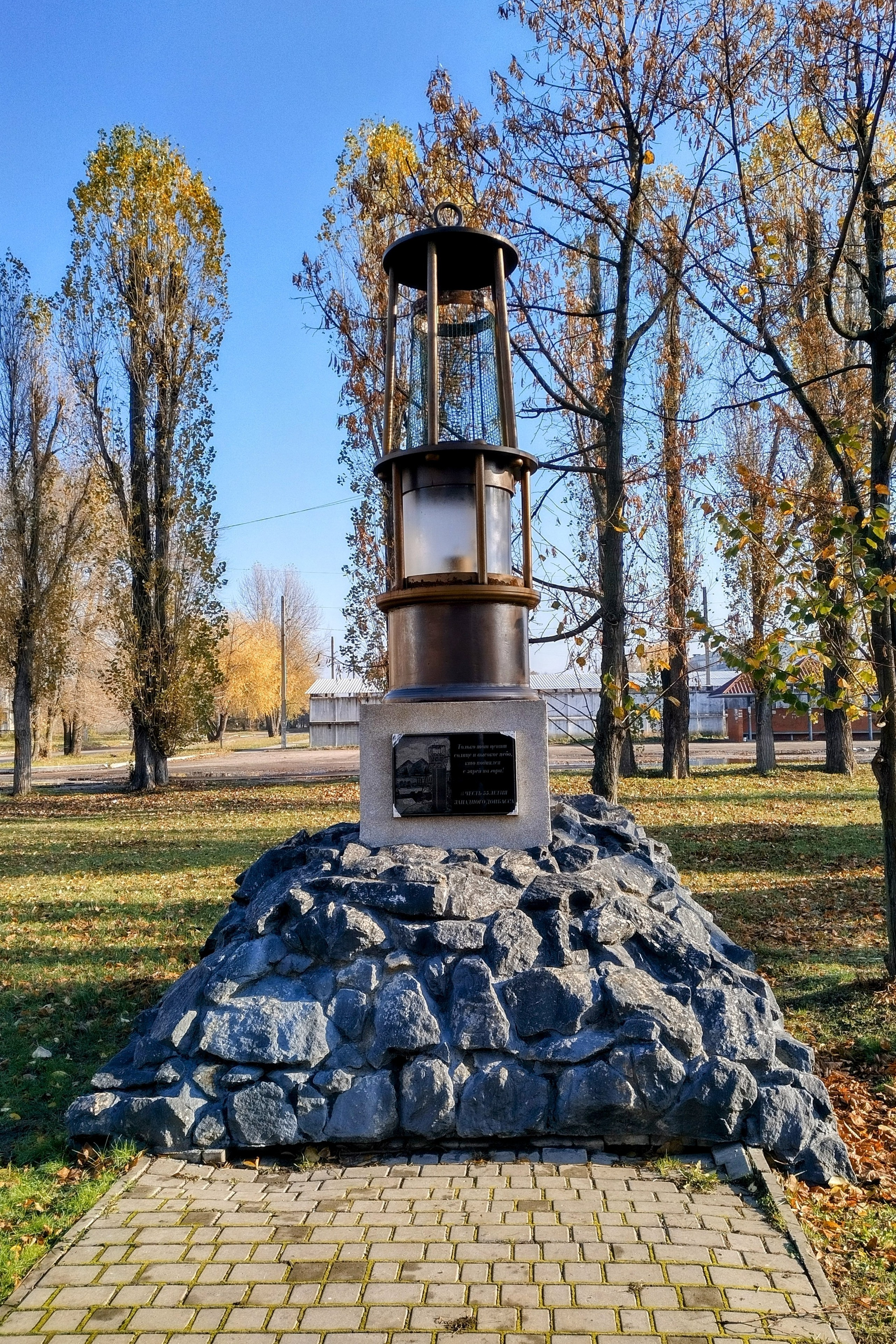
Пам'ятний знак на честь 55-річчя Західного Донбасу
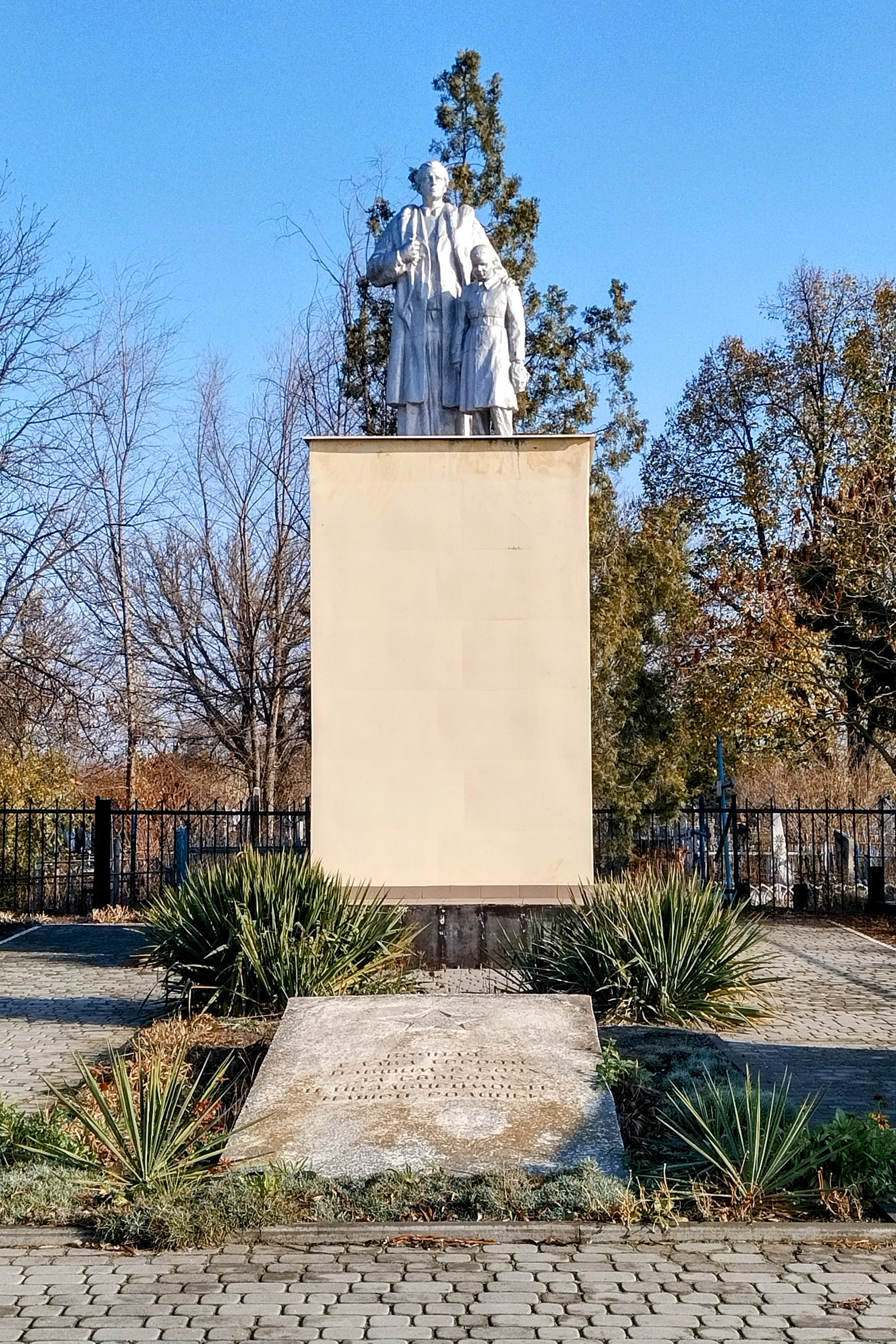
Братська могила 47 невідомих солдат